# Kostel svatého Jakuba Většího (Prachatice)
Kostel svatého Jakuba Většího v Prachaticích je významnou vrcholně gotickou (většina hmoty zdiva kostela a klenby v presbytáři) a zejména pozdně gotickou stavbou (hvězdové klenby trojlodí a vysoký strmý krov kostela). Dnešní podoba kostela vznikla při pozdně gotické přestavbě v letech 1468–1513, nejstarší částí kostela je presbytář a spodní patra obou věží (2. čtvrtina až 2. třetina 14. století). Stavba kostela sv. Jakuba v Prachaticích je v blízkém vztahu ke kostelu sv. Jiljí v Dolním Dvořišti (vzorce klenby, tvary hlavic přípor, další kamenické detaily).

## Historie

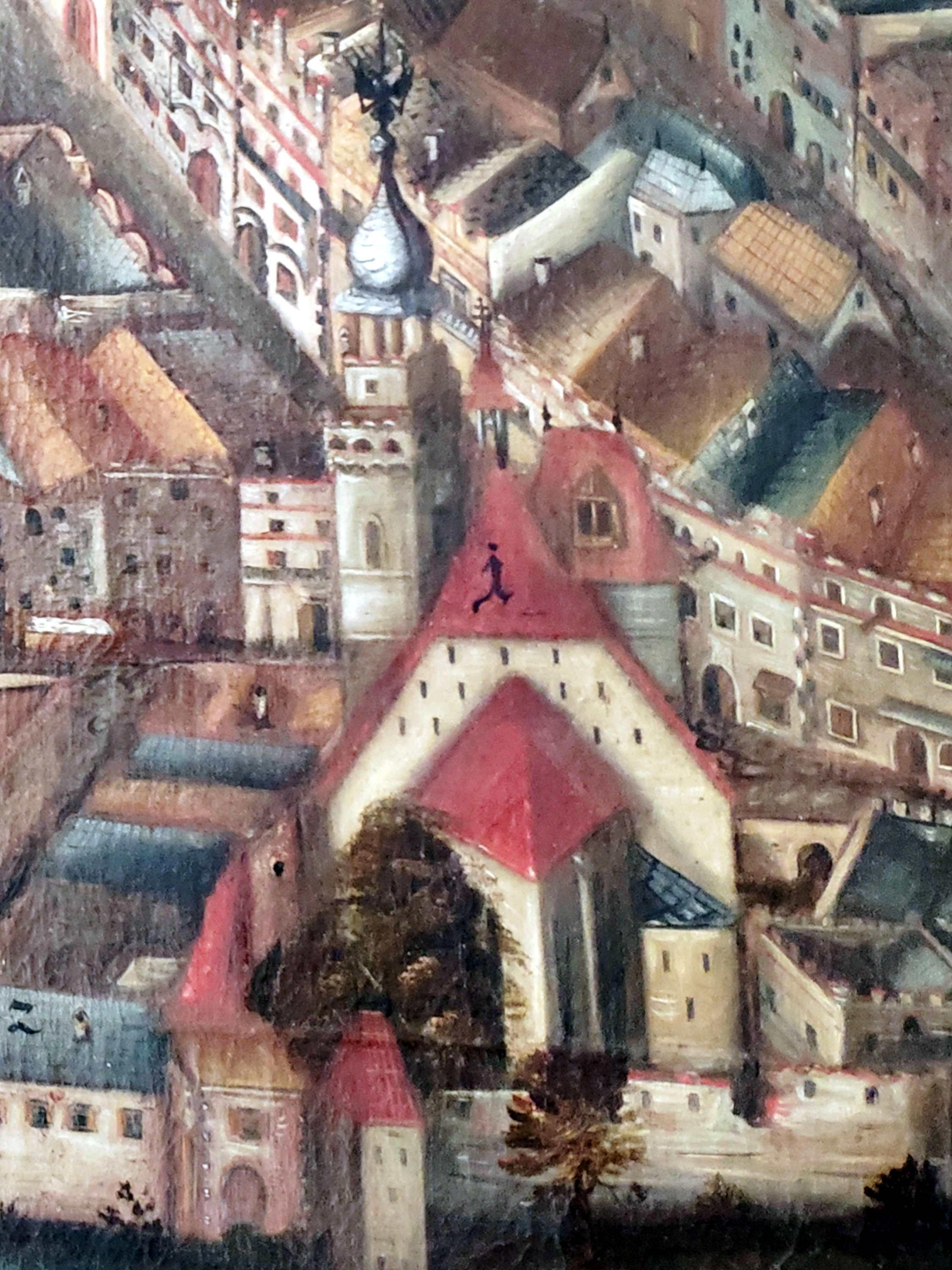
Kostel sv. Jakuba v roce 1670 na obraze Jindřicha de Verle

Kostel byl založen ve 13. století společně s městem, podle tehdejších zvyklostí mezi náměstím a hradbami. Nejstarší písemná zmínka o kostele je ale až z roku 1312, jde o zmínku o zasvěcení kostela sv. Jakubovi. Základy původního kostela ze 13. století byly objeveny v roce 2020 pod podlahou současného presbytáře. Původní kostel měl kratší, pravoúhle zakončený, presbytář, šířky zhruba dnešního presbytáře, ale dosahující délky pouze do poloviny dnešního polygonálně ukončeného presbytáře. Šlo pravděpodobně o trojlodní baziliku se širší střední lodí. Svědčí o tom stopy po odbourané klenbě na východních stěnách obou bočních lodí, které svou šířkou neodpovídají ani poloze oblých pilířů z počátku 15. století po stranách kruchyty; ani umístění  pilířů pozdně gotického trojlodí, rozpon naopak souhlasí se šířkou a situováním průchodů z podvěží do bočních lodí i šířkou původního presbytáře. V 1. pol. 14 století začala postupná přestavba kostela ve stylu vrcholné gotiky, tehdy vznikl nejprve nynější pětiboce uzavřený presbytář zaklenutý křížovou klenbou. Podle dobových analogií a dle dochované povrchové úpravy štítu presbytáře, nacházejícího se dnes v prostoru krovu kostela, byl presbytář dokončen již kolem roku 1350. Nejstarší písemná zmínka o každodenní mši v kostele je z roku 1359, zřejmě v této době byl již kostel schopen opět plného provozu. Někdy kolem roku 1410 (možná je ale i časnější datace) začala přestavba původního bazilikálního trojlodí na síňové trojlodí (se širší střední lodí a stejně vysokými bočními loděmi). Do husitských válek byly dokončeny obvodové zdi trojlodí s okny a bočními portály, opěrnými pilíři, západní dvojice válcových mezilodních pilířů a částečně i západní dvouvěžové průčelí s velkým oknem a vstupním portálem. V roce 1411 byla založena jižní kaple sv. Kříže (později sv. Barbory, dnes sv. Jana Nepomuka Neumanna). Za husitských válek bylo dne 12. listopadu 1420 v sakristii kostela upáleno 85 osob; poté byla klenba sakristie pobořena a spadlé kamení pokrylo mrtvoly. Ve 40. letech 15. století byla zaklenuta západní předsíň kostela. Během husitských válek poškozený kostel byl opraven v roce 1468 (zasklena okna, kostel byl nově omítnut a vymalován a trojlodí dostalo nový, dočasný, dřevěný strop, po pravděpodobně již dřívějším odbourání původních nižších kleneb). Po roce 1475 bylo trojlodí opatřeno vysokým strmým krovem (dodnes dochován, dendrochronologie 1474–1475). V letech 1490–1500 bylo trojlodí zaklenuto pozdně gotickou síťovou klenbou (datace dokončení přestavby kostela nad vítězným obloukem rokem 1500, původní vchodová vstupní vrata dendrochronologicky datována do roku 1495). V roce 1501 město postihl velký požár, při kterém byla poškozena kaple sv. Barbory, krov presbytáře a obě věže. Opravy se zřejmě táhly až do roku 1513. Severní věž již po požáru nebyla dostavěna, získala pouze nízký krov zakrývající zvonovou stolici. Dostavěna tak byla pouze jižní věž (vysoká 53 m). Konečnou podobu získala jižní věž v 19. století, kdy byla po požáru v roce 1832 ukončena nástavcem v podobě minaretu (realizace 1842–1843, namísto původní poškozené cibulové báně). Na řadě míst interiéru se dochoval znak někdejších majitelů Prachatic, Rožmberků – pětilistá růže. Na vítězném oblouku, v malbách v presbytáři a kapli sv. Jana Nepomuka Neumanna pak několik erbů Rabštejnů, do jejichž éry spadá pozdně-gotická přestavba kostela. Do roku 1420 patřilo město Vyšehradské kapitule a jejímu proboštovi (probošt byl zároveň i nejvyšším kancléřem Českého království). Poslední velké opravy kostela proběhly v letech 1936–1938, 1993 a 2019–2020. Veškeré opravy kostela od jeho dokončení na počátku 16. století byly vždy již jen udržovací, bez výraznějších stavebních zásahů nebo rekonstrukcí, kostel se tak do dnešní doby dochoval ve své autentické pozdně-středověké podobě.

## Popis

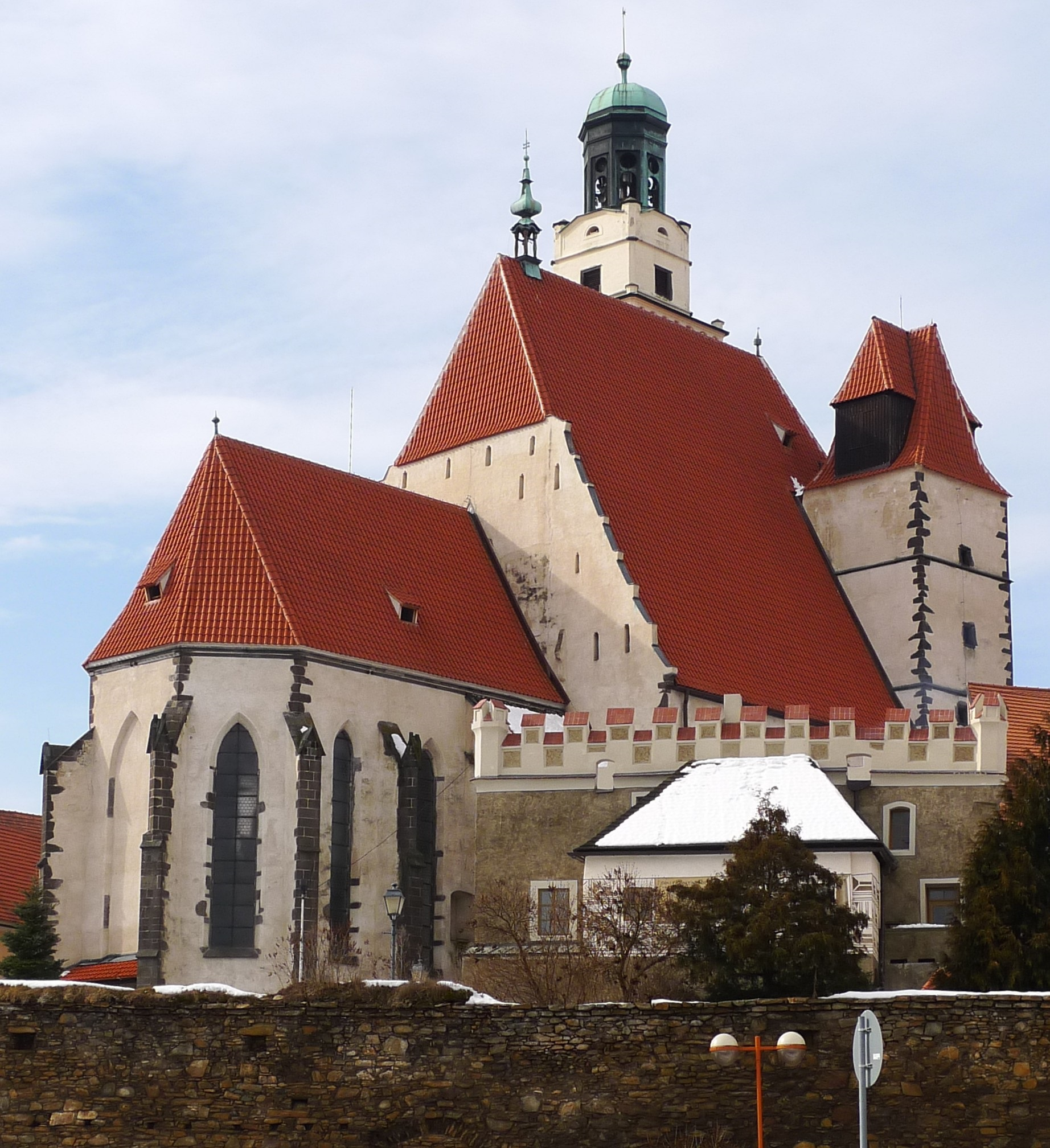
Pohled od severovýchodu

Jedná se o síňový trojlodní kostel s polygonálním presbytářem a dvouvěžovým průčelím. Starší částí kostela je presbytář, charakteristická stavba lucemburské doby. Je zaklenutý dvěma poli jednoduché žebrové křížové klenby a zakončený pětibokým závěrem. Tři svorníky zdobí hlava Krista, beránek a poprsí sv. Jakuba. Použitá žebra jsou lehká, dekorační, vybíhají přímo z oblých přípor bez hlavic.
Pod okny obíhá kolem kněžiště kamenná římsa. Přípory ji v závěru procházejí, u polí klenby na ní končí konzolami. Po stranách presbyteria jsou dva pravoúhlé, křížově zaklenuté prostory – stará sakristie a kaple sv. Kříže (sv. Barbory, dnes sv. Jana Nepomuka Neumanna).

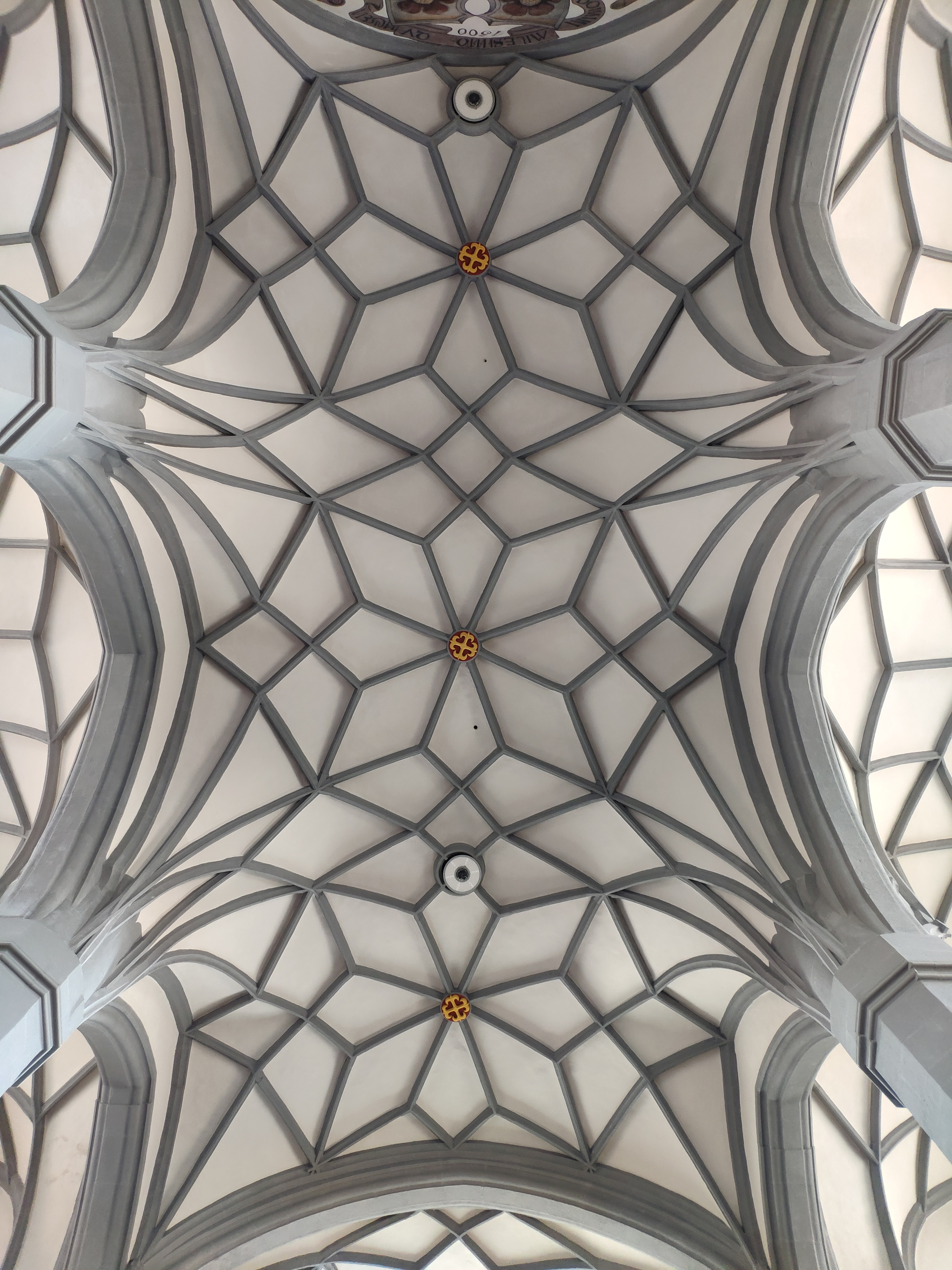
Kostel sv. Jakuba v Prachaticích, klenba trojlodí

Trojlodí je zaklenuto třikrát třemi poli hvězdové žebrové klenby, kterou nesou čtyři osmiboké pilíře. Mezi hlavní lodí a bočními loděmi jsou vloženy široké klenební pásy, které končí na straně presbytáře zaseknuté do zdi ve výšce triumfálního oblouku (s malovanou datací z roku 1500, se znaky rožmberskými, rabštejnským, Janovských z Janovic a městským). Klenební žebra přecházejí na stěnách bočních lodí do tenkých válcových přípor bez přerušení konzolou či hlavicí. Čtvrté pole hvězdové klenby je vloženo nad kůrem mezi věžemi, centrální vzor tohoto pole je dekorativnější než vzory v trojlodí.
Do kostela se vstupuje profilovaným ústupkovým portálem v západní ose průčelí. V tympanonu portálu jsou tři konzoly, v současné době bez soch. Dřevěné dveře jsou zdobeny pozdně gotickou plochou řezbou. Další dva portály jsou skromnější; všechny portály pocházejí z doby okolo roku 1410. Západní portál je vložený hlouběji mezi věže, zbytek prostoru tvoří předsíň, zaklenutá síťovou žebrovou klenbou, spočívající na konzolách (klenba připomíná předsíň kostela sv. Víta v Českém Krumlově).

## Vybavení interiéru

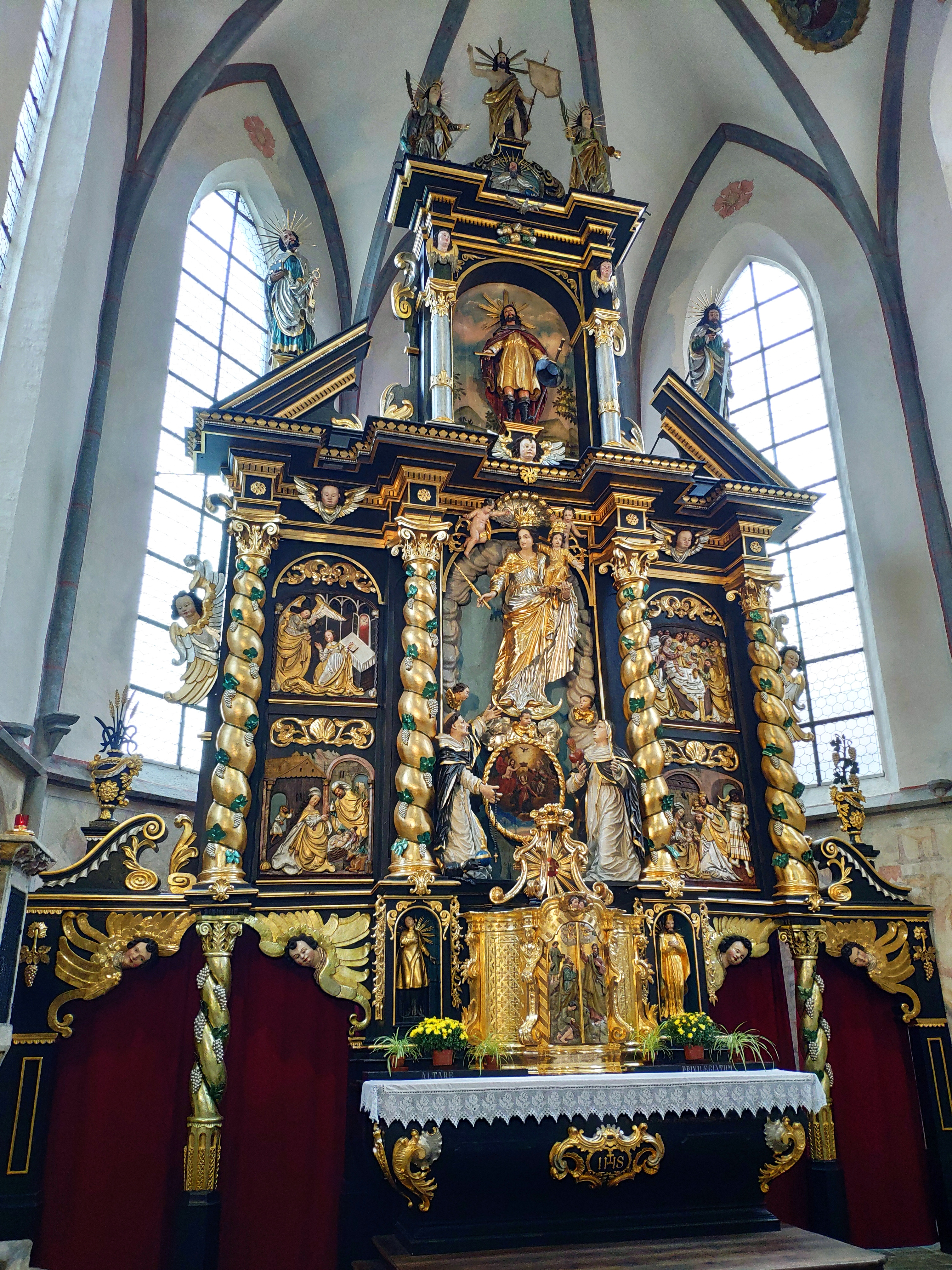
Hlavní oltář v kostele sv. Jakuba v Prachaticích

Hlavní oltář z přelomu pozdní renesance a raného baroka, zasvěcený Panně Marii, je z let 1641–1642 od řezbáře Kašpara Junga ze Sušice s využitím starších soch a reliéfů. Některé sochy a drobné doplňky byly v roce 1653 zhotoveny řezbářem Jan Weberem z Kašperských Hor. Významné části oltáře však pochází ještě ze staršího pozdně gotického křídlového oltáře. Jde zejména o deskové reliéfy Zvěstování Panny Marie, Narození Páně, Svatí tři králové a Smrt Panny Marie (malovaná nebo vyřezávaná datace 1514, pravděpodobně z dílny Mistra zvíkovského Oplakávání), rovněž tak sochy sv. Petra a sv. Pavla na vrcholu oltáře (rovněž pravděpodobně od Mistra oplakávání ze Zvíkova, sv. Pavel má však novější obličej).. Střed oltáře zdobí sochy Panny Marie, sv. Dominika a sv. Kateřiny Sienské (raně barokní, 1716, Filip Rambler z Cáhlova).

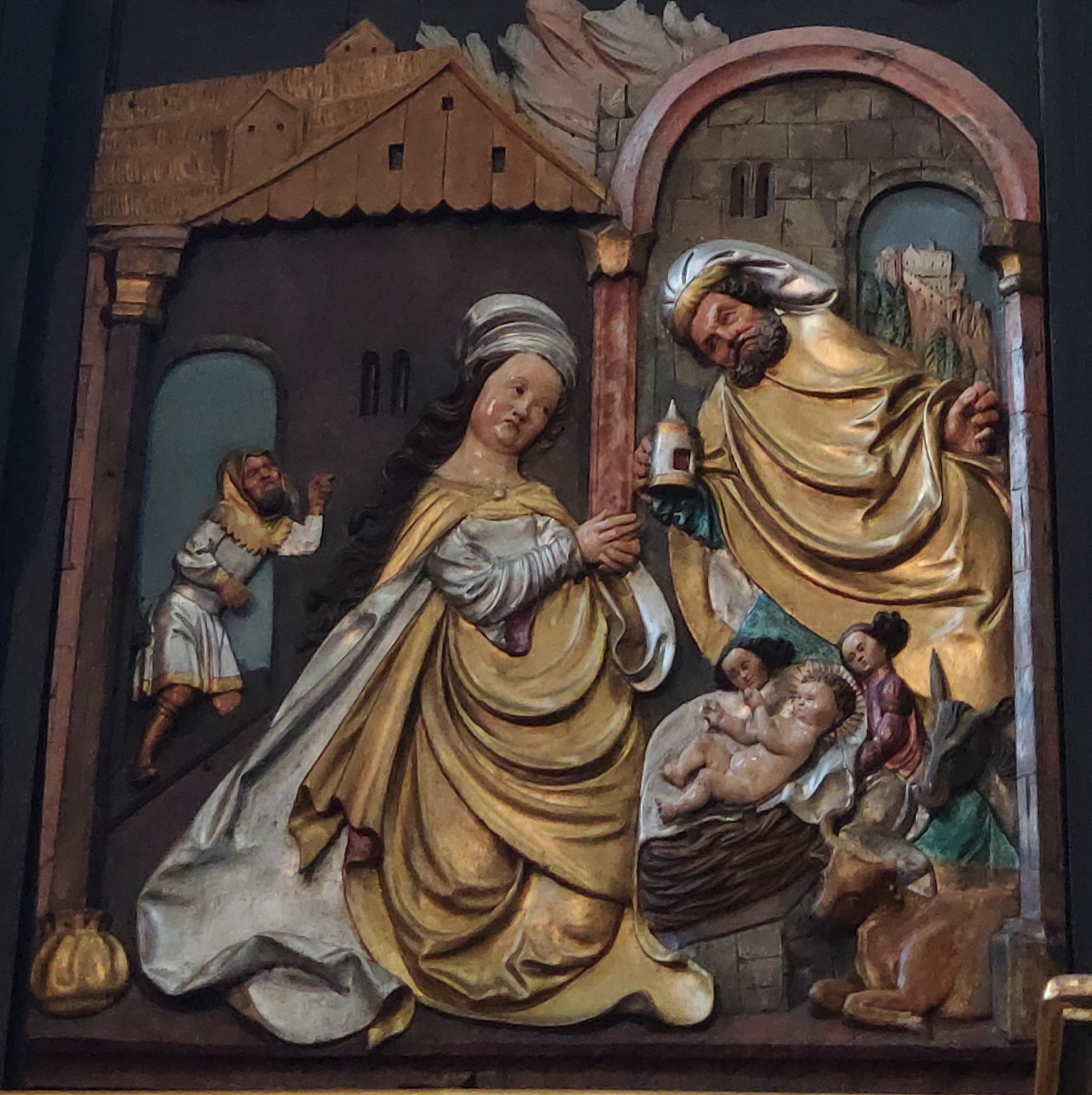
Kostel sv. Jakuba v Prachaticích, hlavní oltář, pozdně gotické Narození Páně

Další oltáře jsou umístěny v bočních lodích kostela: oltář sv. Václava (1711), oltář sv. Jana Nepomuckého (1711), oltář sv. Anny (1888, podle návrhu Josefa Mockera, sochy Ferdinand Demetz z Grödenu), oltář Svaté rodiny (1901, návrh Jan Sedláček, sochy Ferdinand Demetz), oltář Panny Marie Bolestné (1714, socha piety 1891, Ferdinand Demetz), oltář Bičování Krista – Krista trpitele (1754, Jindřich Weber, socha je starší). Kazatelna pochází z 18. století.
Hlavní varhany na kůru jsou od sedleckého varhanáře Bedřicha Semeráda z let 1779–1781, v roce 1930 provedl jejich přestavbu, vestavbu, nových dvoumanuálových pneumatických varhan Eduard Hubený z Protivína.
Po levé straně presbytáře se nachází velký kamenný sanktuář z roku 1508 se sochou svatého Václava na nároží a pískovcovými reliéfy Zvěstování, Narození Páně a Tří králů na podstavci. Svatostánek nese již prvky rané renesance. Podnoží sanktuáře je pravděpodobně starší. Ze stejné doby pochází i almužní pokladnice u vchodu do kostela. Vzácný je také renesanční mramorový Epitaf Martina Schussera z Griefenfelsu s námětem Bičování Krista na stěně v jižní boční lodi.
Cenné jsou renesanční chrámové lavice z roku 1546, jeden z největších souborů prací provedených v ploché řezbě na našem území. Vyřezávané ornamenty jsou stylově velmi blízké skříni z Nových zemských desek ve Starém královském paláci na Pražském hradě. Postranice lavic jsou dnes umístěny v muzeu. 
Při opravách prováděných v letech 2009–2020 byly odkryty a restaurovány fresky, pokrývající souvisle a v několika časových  vrstvách stěny presbytáře (ze 14. století nebo z 1. pol. 15. století.: Malovaná oltářní archa se staročeskými nápisy, doplněná architektonickými katedrálními motivy a vyobrazením Mojžíše a beránka na oltáři; dále malba Madony s dítětem, malba Bolestného Krista a sv. Jeronýma se lvem v krajině a malby světců v iluzivních nikách; z let 1468–1493 pak malby: sv. Václava, sv. Veroniky, umučení sv. Šebestiána, Panny Marie s Ježíškem mezi sv. Barborou a sv. Kateřinou, malba posledního soudu a Tlamy Leviathana; dále pak čtyři fresky z doby kolem roku 1600, zobrazující: Poslední večeři Páně, Sbírání many, Triumfální Davidův návrat s hlavou Goliáše a krále Šalamouna řešícího spor mezi dvěma ženami o dítě). Další pozdně gotické malby se nacházejí v kapli sv. Jana Nepomuka Neumanna (Klanění tří králů, Poslední soud, Zvěstování Panně Marii jako Lovu na jednorožce, Martyrium sv. Šebestiána a postavy dalších světců). Na vnějším zdi presbytáře jsou pak mezi opěrnými pilíři zachovány fragmenty nástěnné malby Ukřižování Krista z roku 1516 (torzálně dochovaná malba se však prolíná se staršími verzemi maleb ze 14. až 15. století se stejným námětem).

## Vstup na věž
53,5 metrů vysoká věž je v sezóně zpřístupněna veřejnosti a poskytuje výhled z ochozu věže ve výšce 40 metrů na prachatickou městskou památkovou rezervaci a její okolí. Vstup na věže je umístěn v přízemí schodišťové věže, v západním průčelí kostela, následně se prochází krovem kostela a teprve z něj se stoupá dále na ochoz jižní věže. Návštěvníci tak mohou vidět původní, pozdně gotický, vysoký strmý krov kostela, jež svou velikostí (4× stojatá stolice o pěti úrovních hambalků, výška krovu 20 m, rozpon 21,5 m, sklon 63°), úrovní dochování (jedlové dřevo skáceno v zimě 1474/75) i tesařskou virtuozitou patří k tomu nejpozoruhodnějšímu, co lze nejenom u nás, ale i v celé střední Evropě vidět. Z krovu kostela lze vstoupit i do severní věže, kde se nalézá největší prachatický zvon sv. Jakub z roku 1521 od mistra Bartoloměje. 

## Galerie

Exteriér a interiér kostela
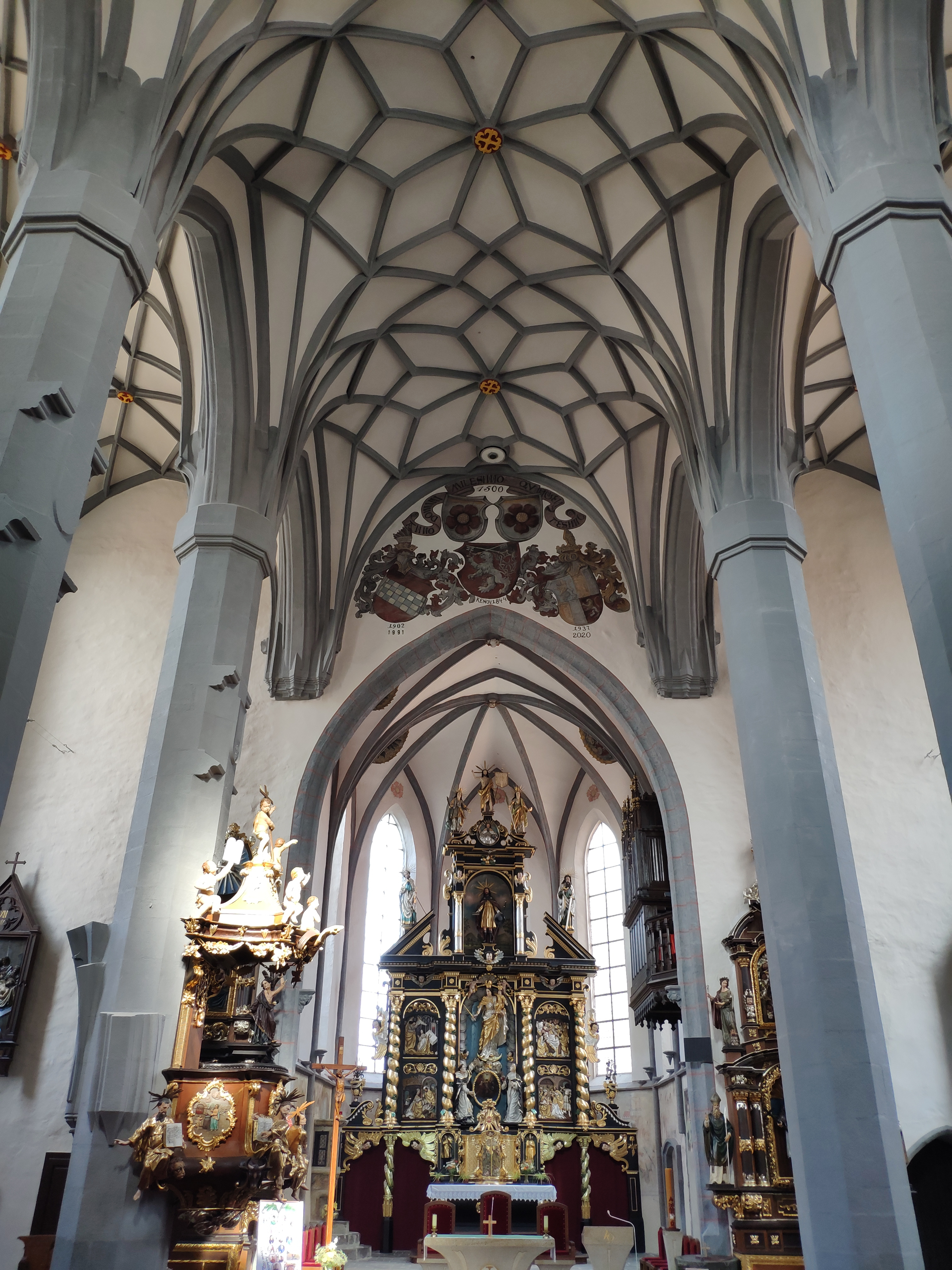
Kostel sv. Jakuba v Prachaticích, Interiér kostela
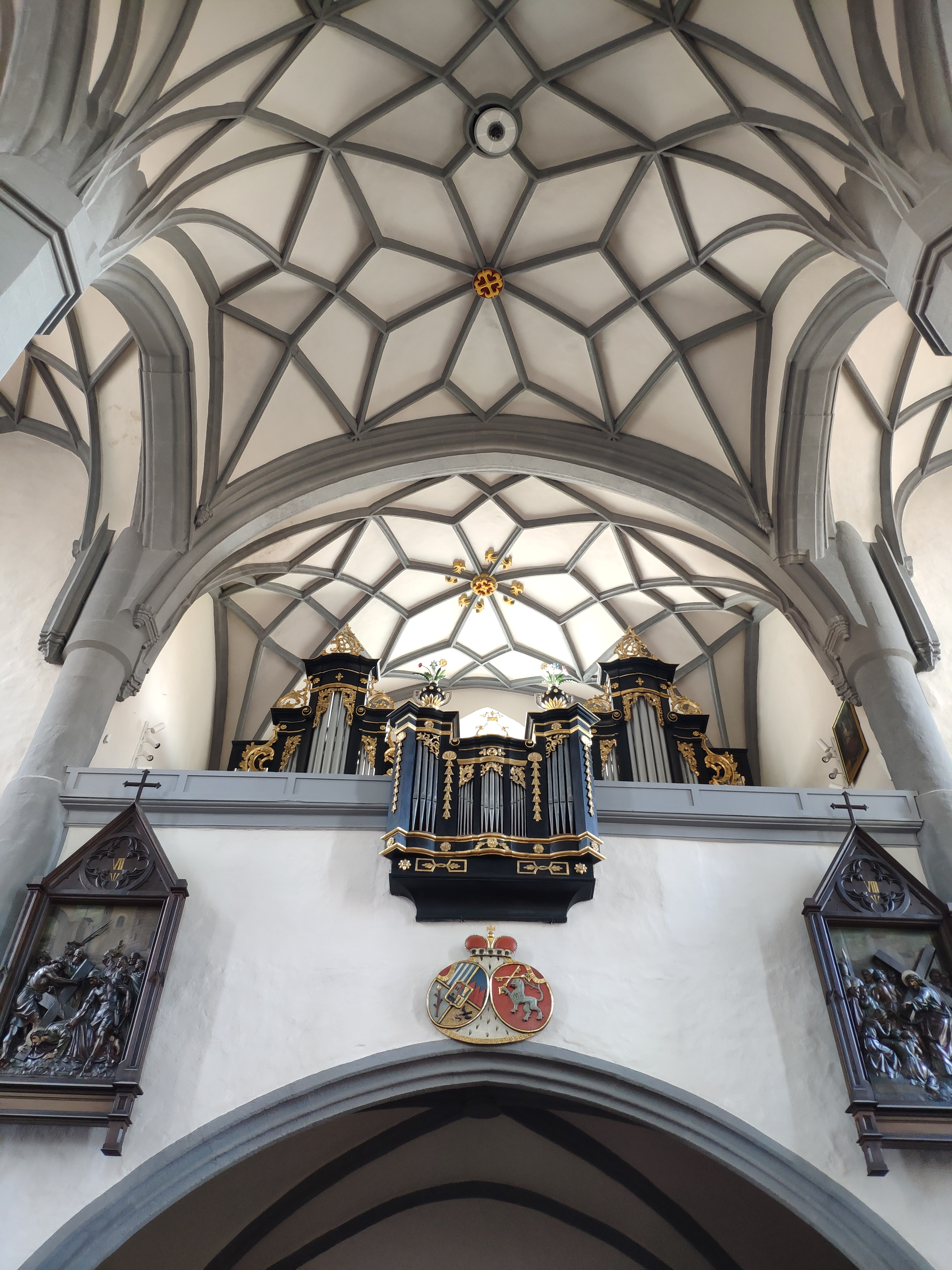
Kostel sv. Jakuba v Prachaticích, kruchta
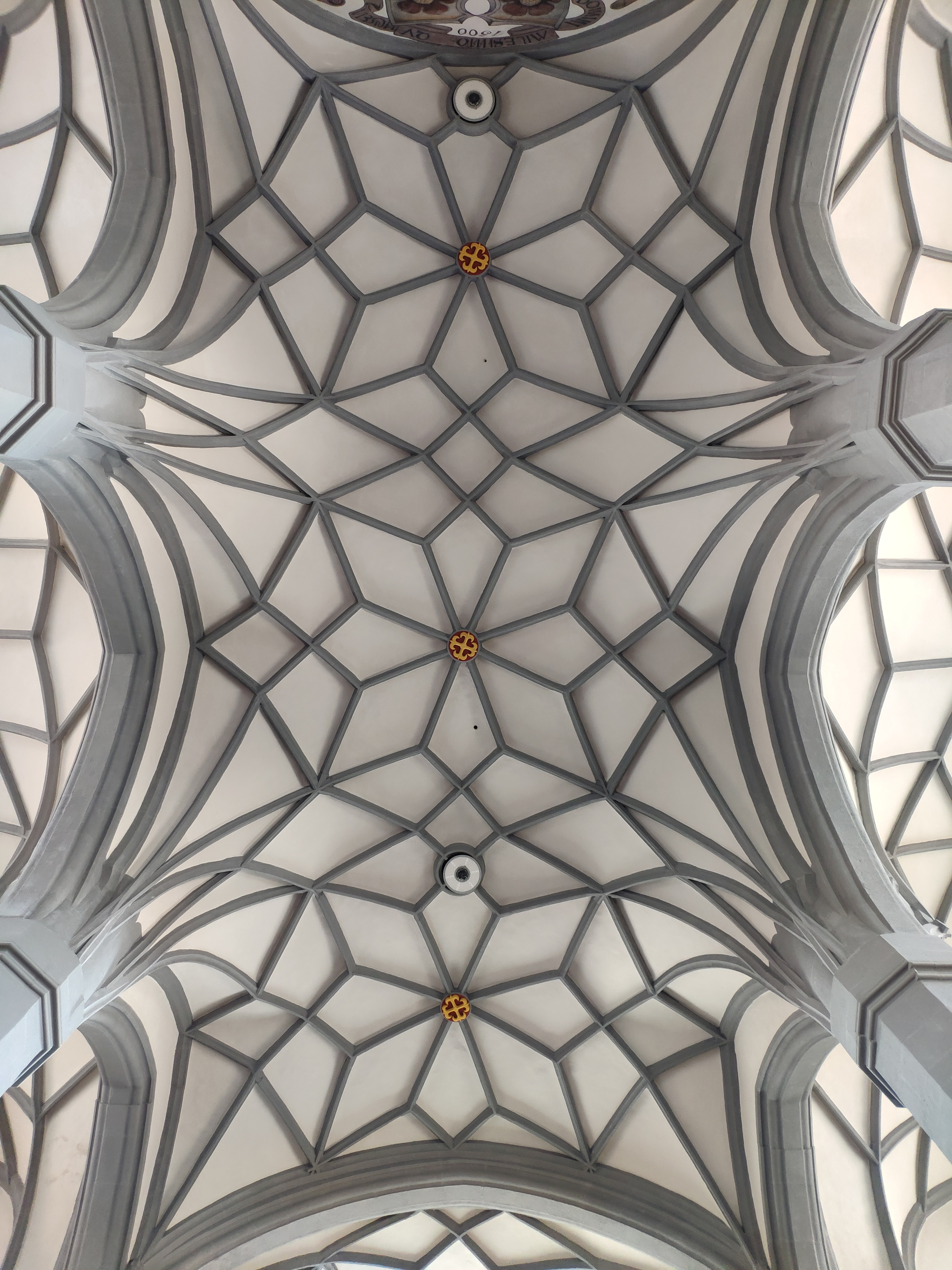
Kostel sv. Jakuba v Prachaticích, klenba trojlodí (1490-1500)
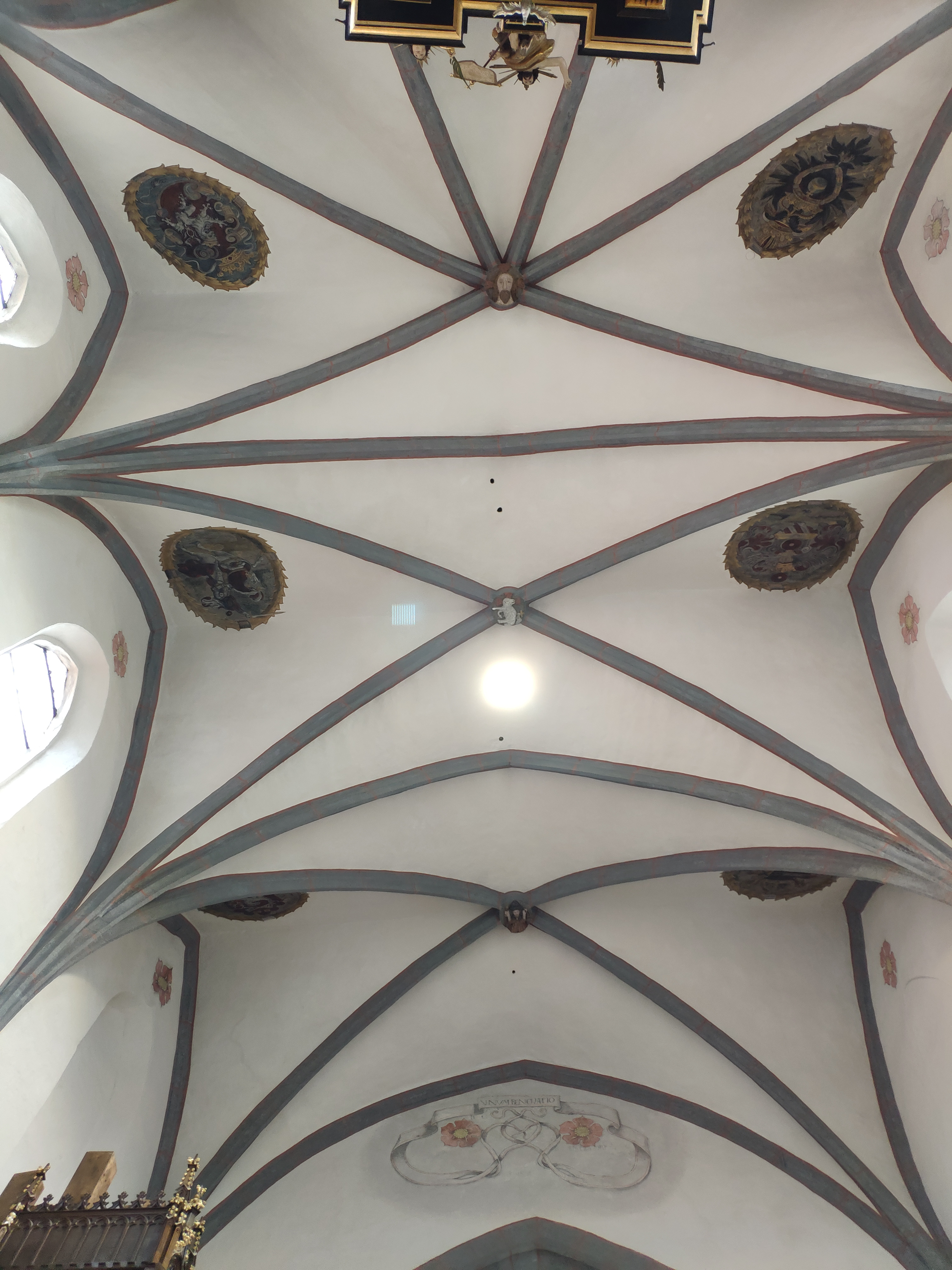
Kostel sv. Jakuba v Prachaticích, klenba presbytáře
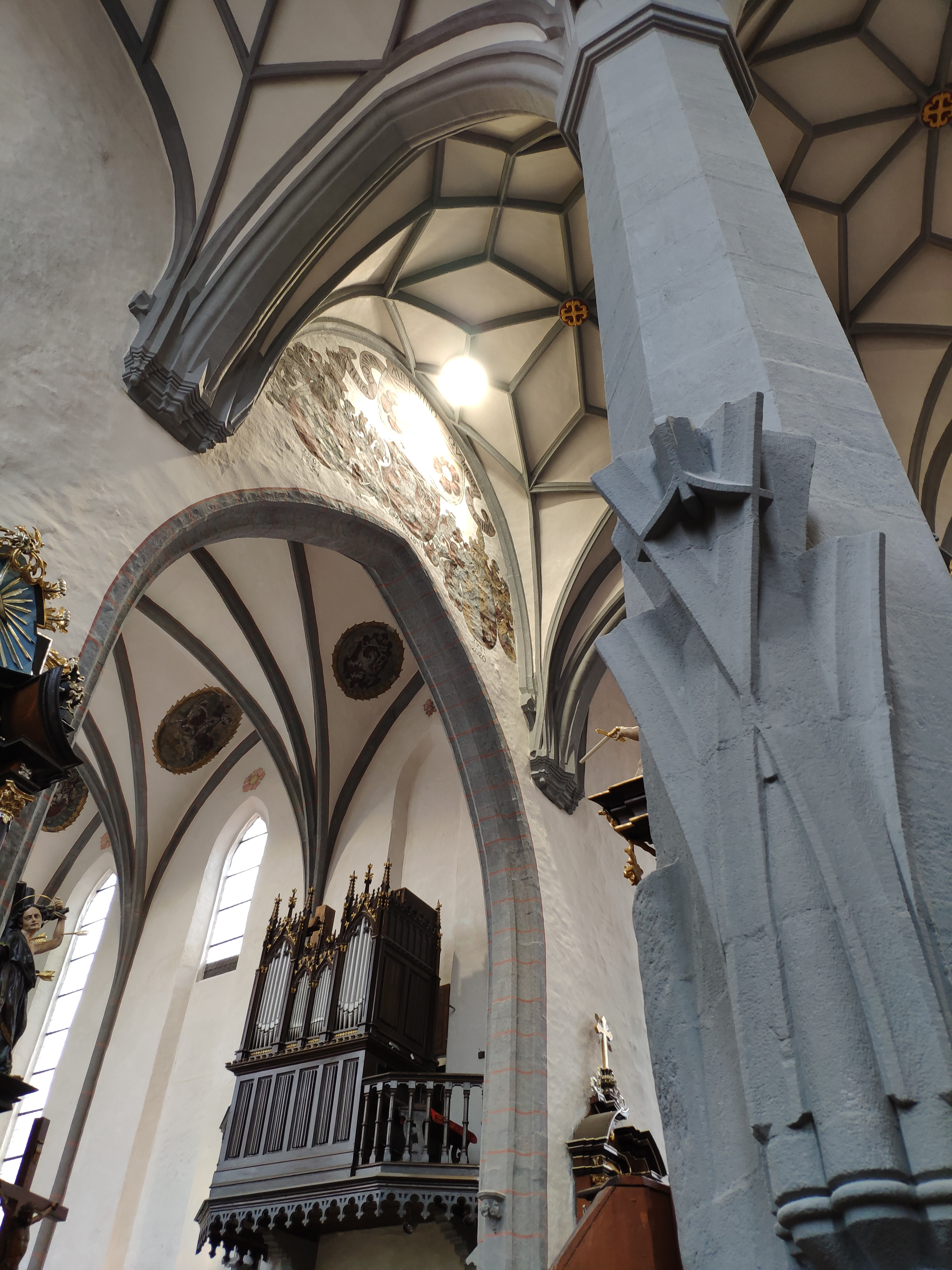
Kostel sv. Jakuba v Prachaticích, detaily kamenické práce, napojení nerealizované boční empory
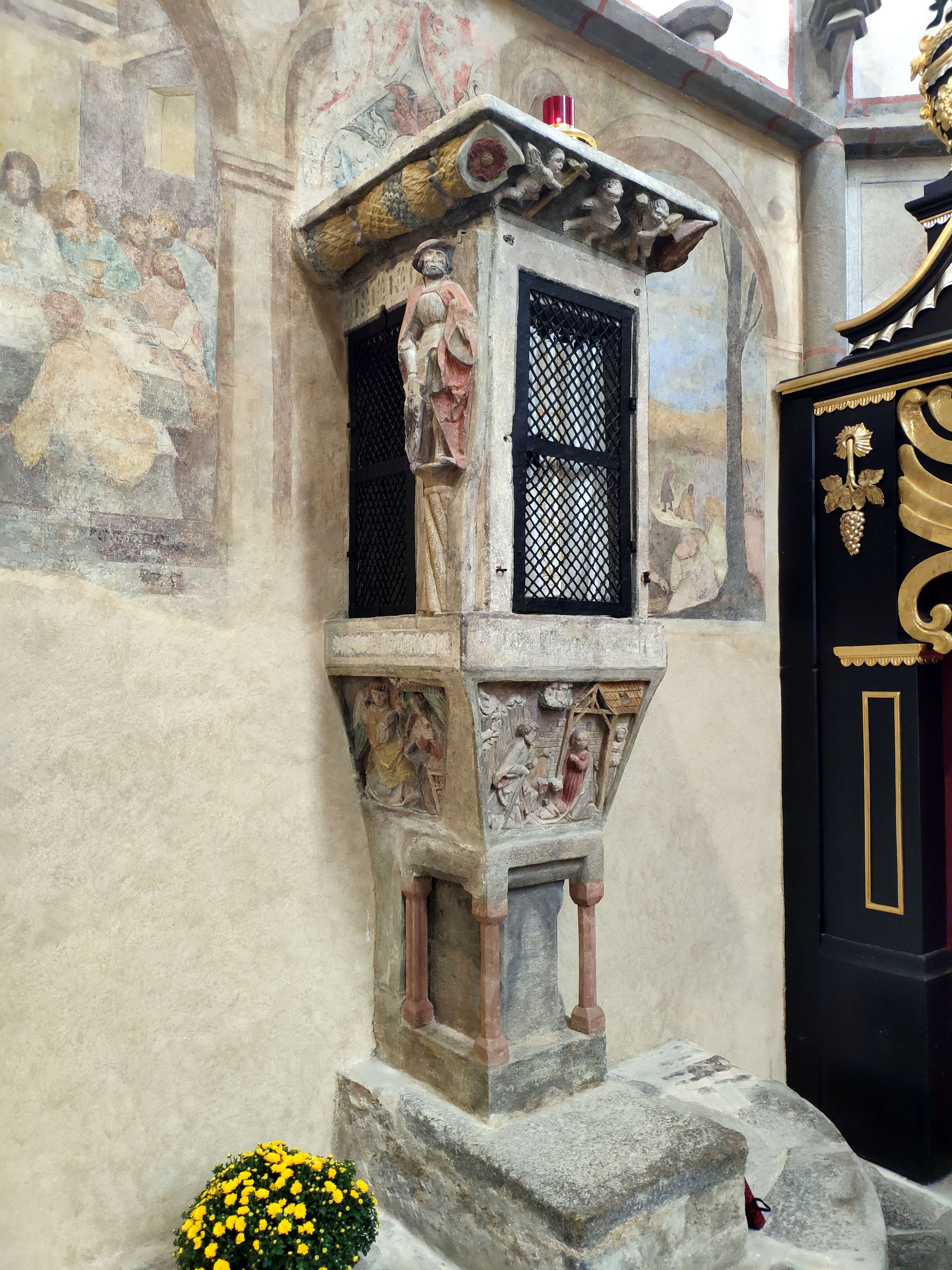
Kostel sv. Jakuba v Prachaticích, sanktuář s dochovanou polychromií a výjevy ze života Panny Marie z roku 1508
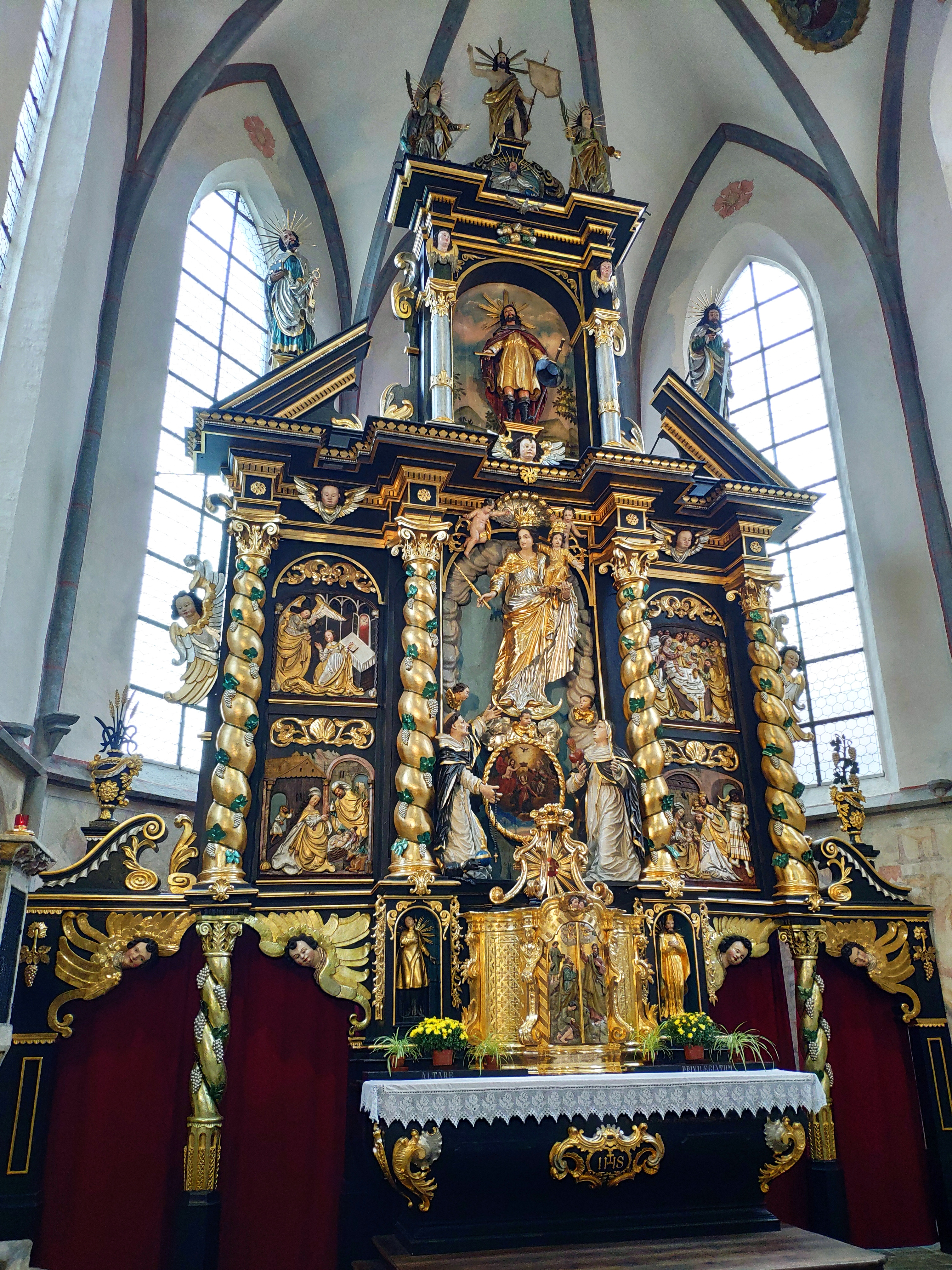
Kostel sv. Jakuba v Prachaticích, hlavni oltář
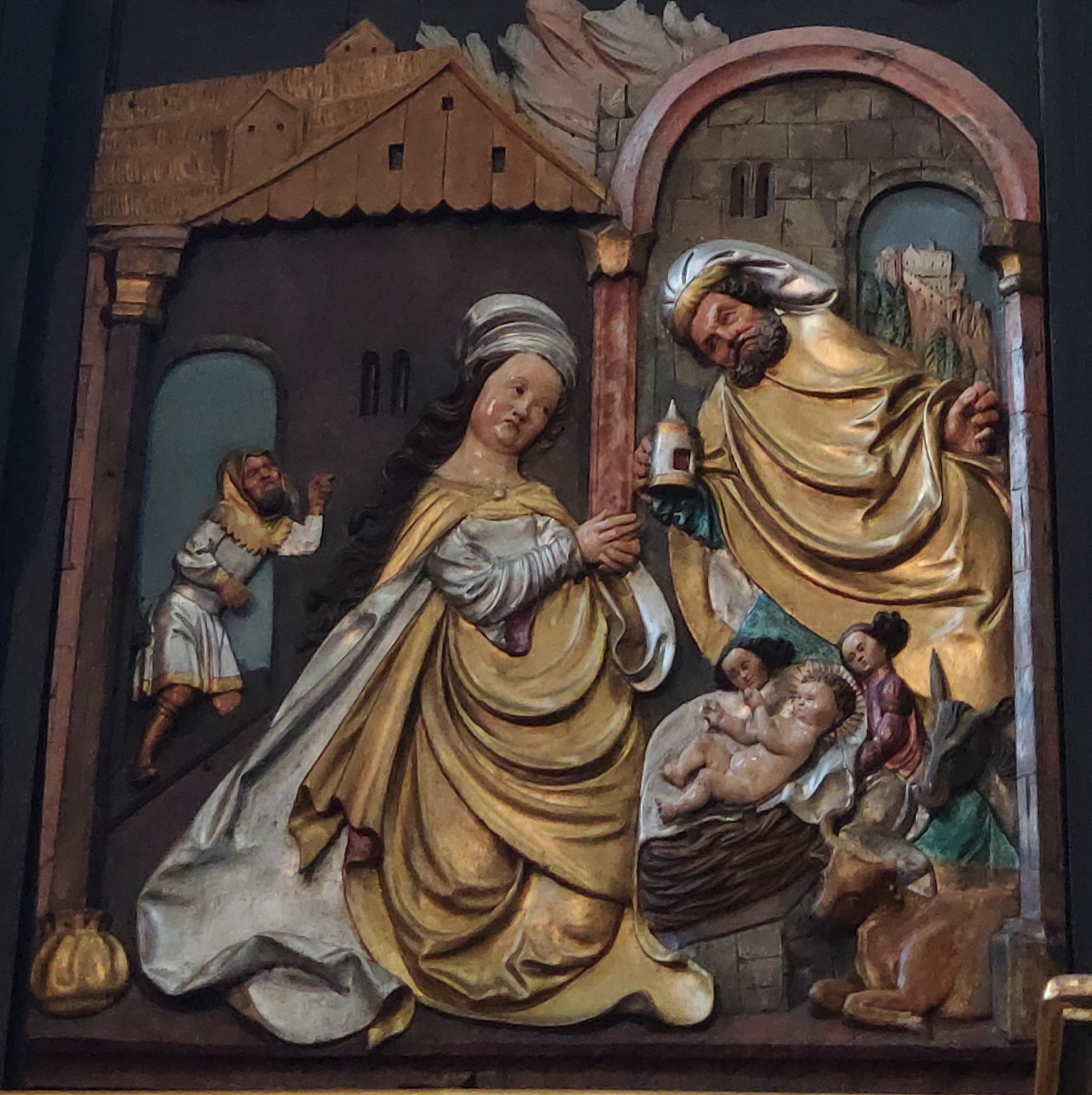
Kostel sv. Jakuba v Prachaticích, hlavní oltář, pozdně gotické Narození Páně
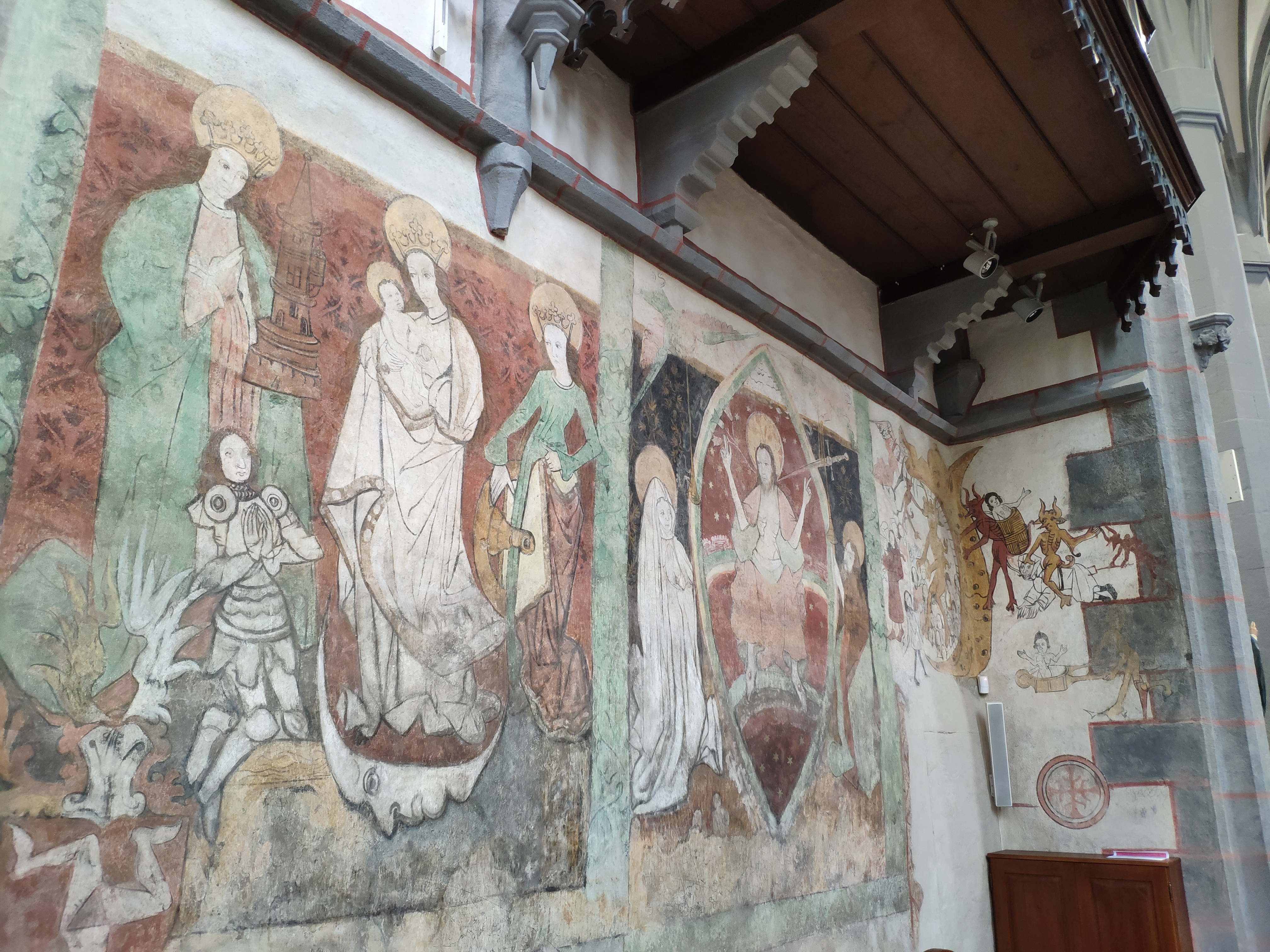
Kostel sv. Jakuba v Prachaticích, malby na jižní stěně presbytáře
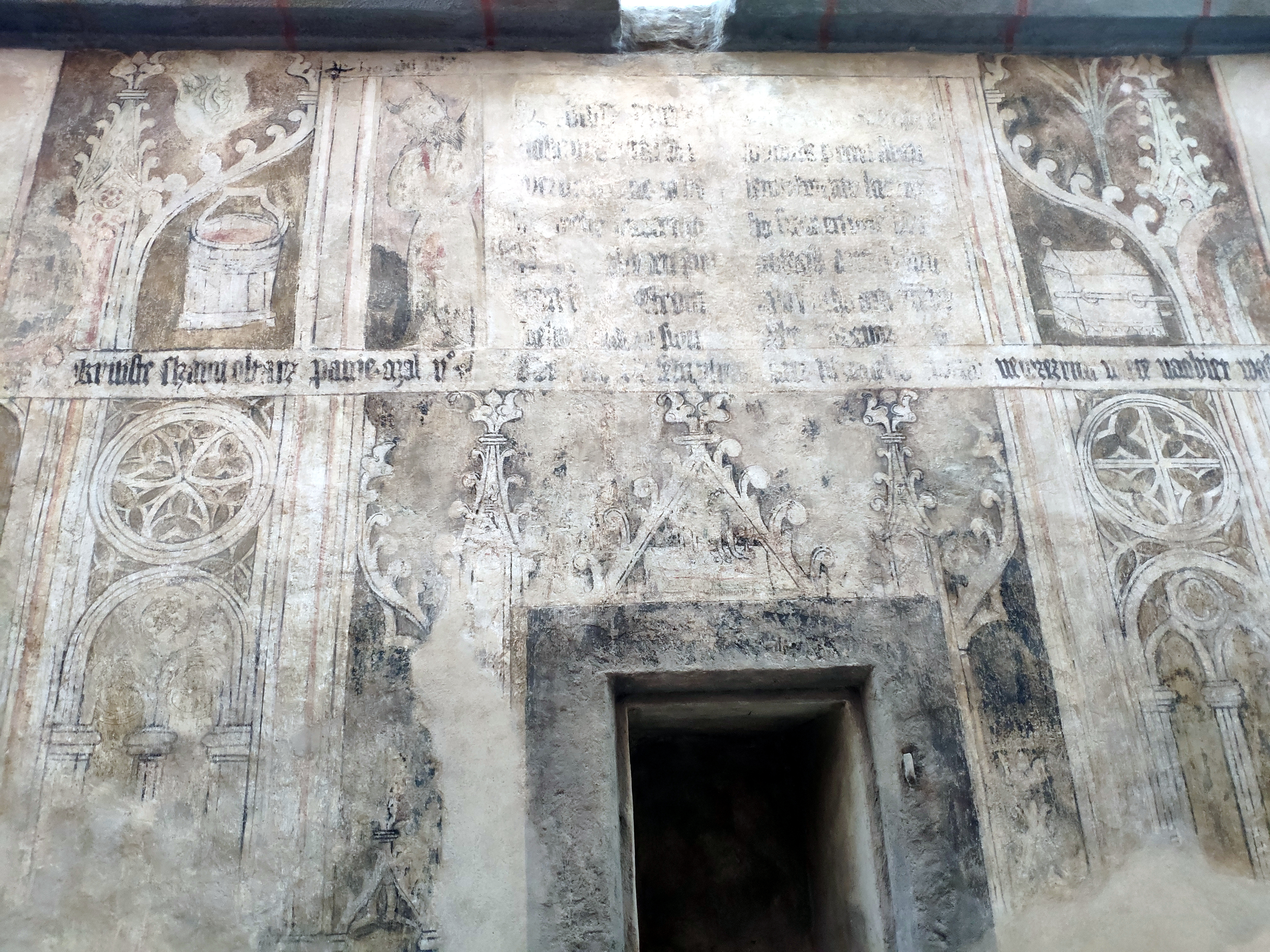
Kostel sv. Jakuba v Prachaticích, malovaná oltářní archa v presbytáři za oltářem
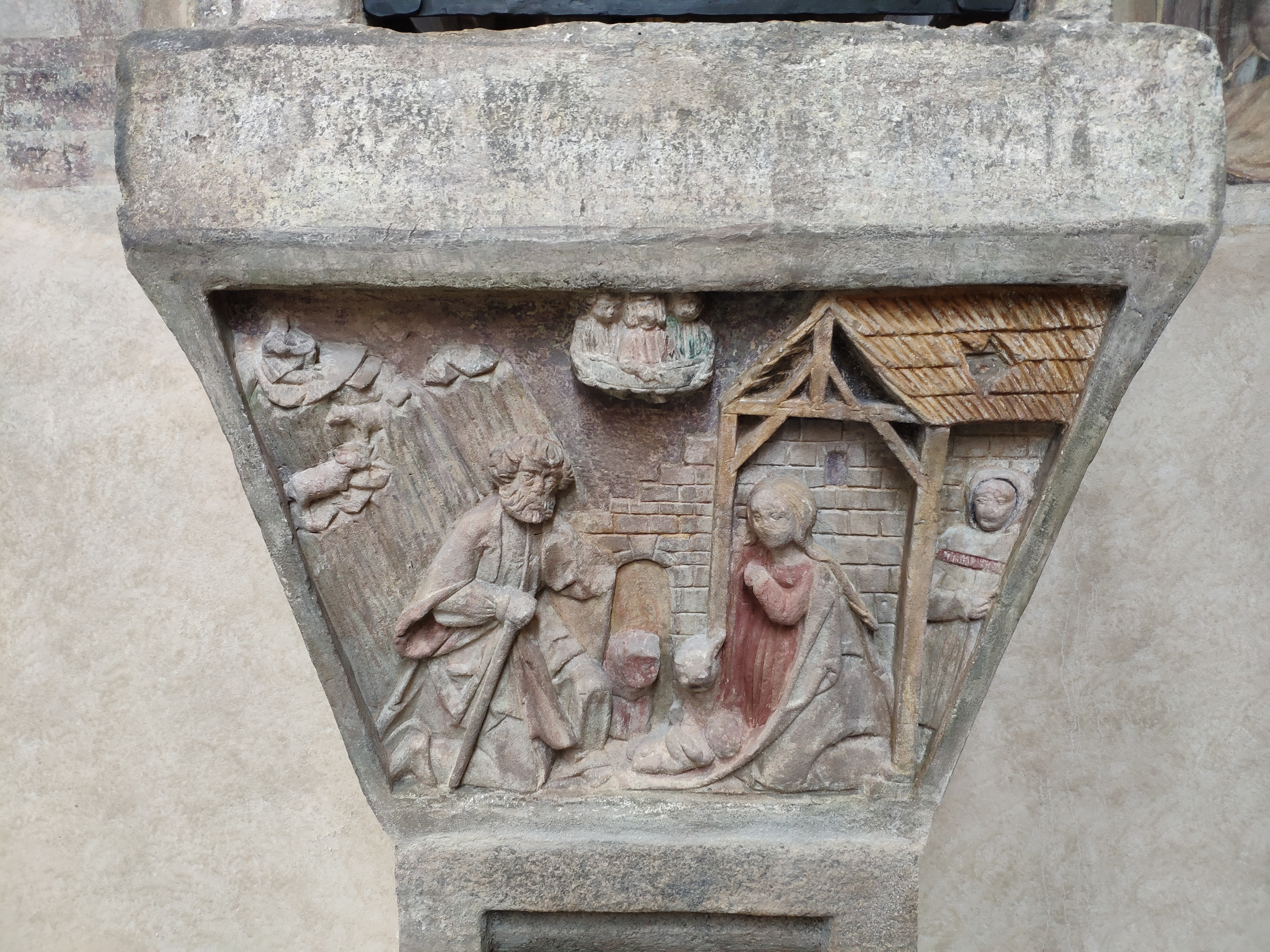
Kostel sv. Jakuba v Prachaticích, sanktuář, Narození Páně
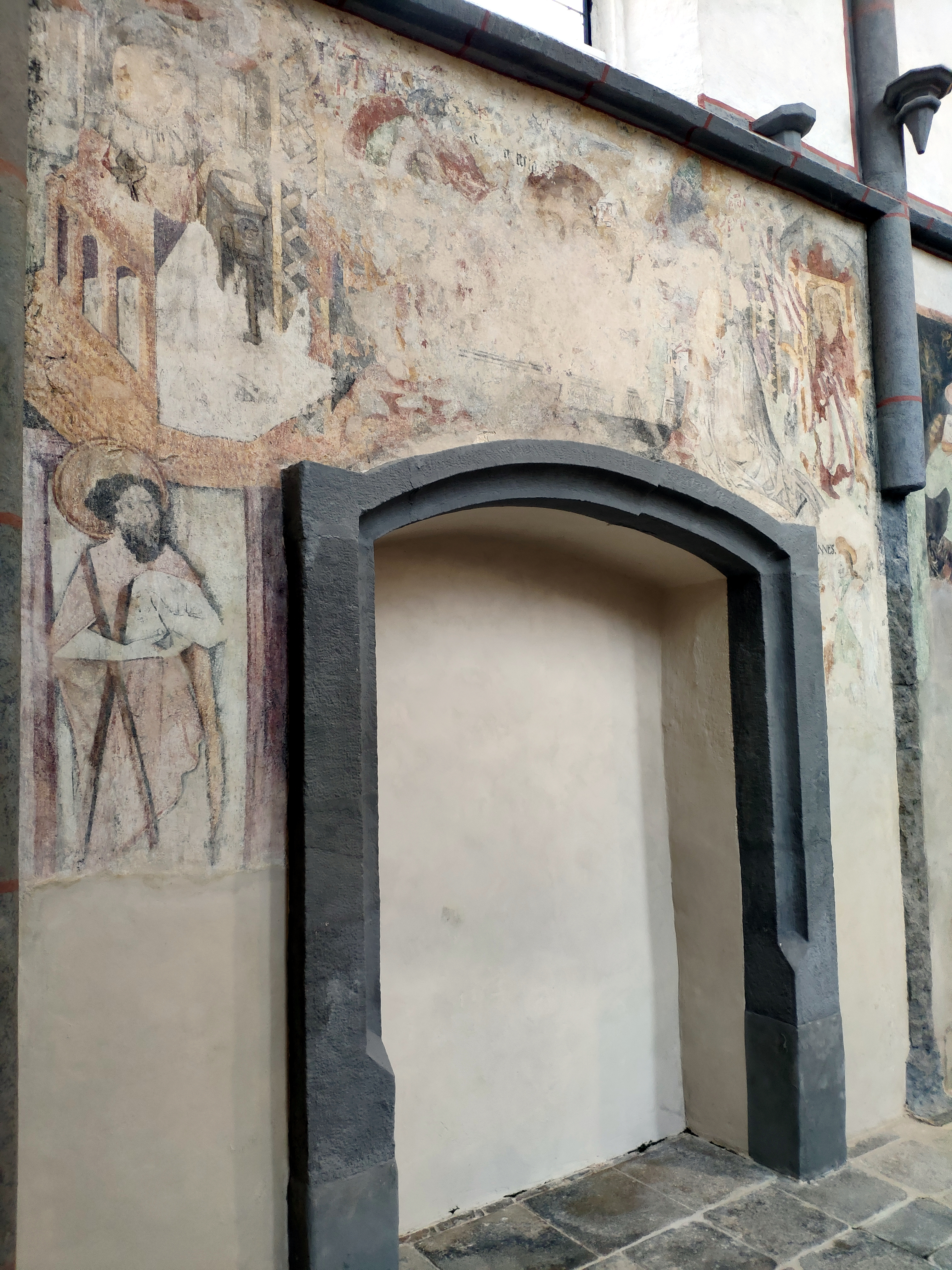
Kostel sv. Jakuba v Prachaticích, sedile na jižní straně presbytáře
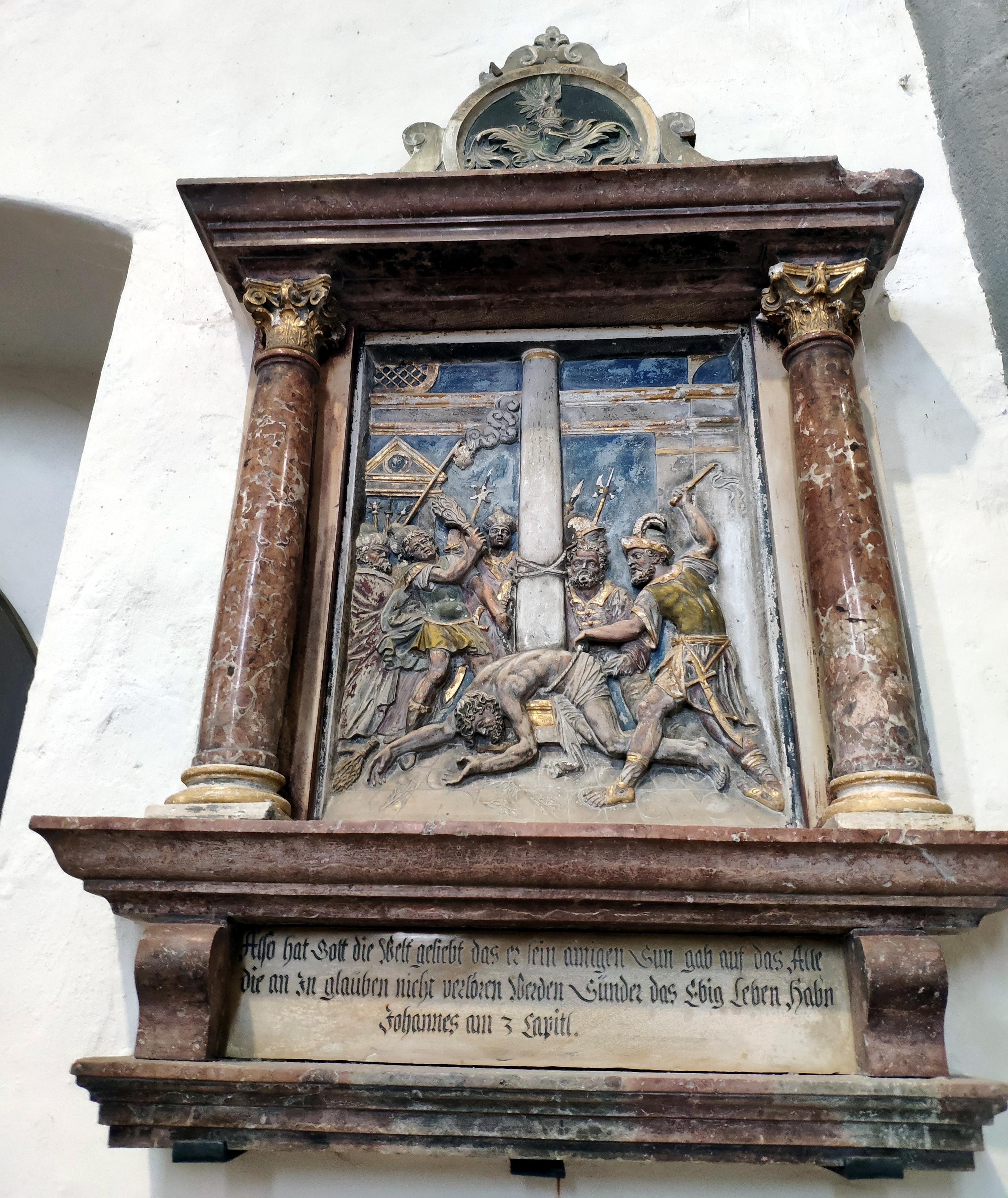
Kostel sv. Jakuba v Prachaticích, epitaf Martina Schussera
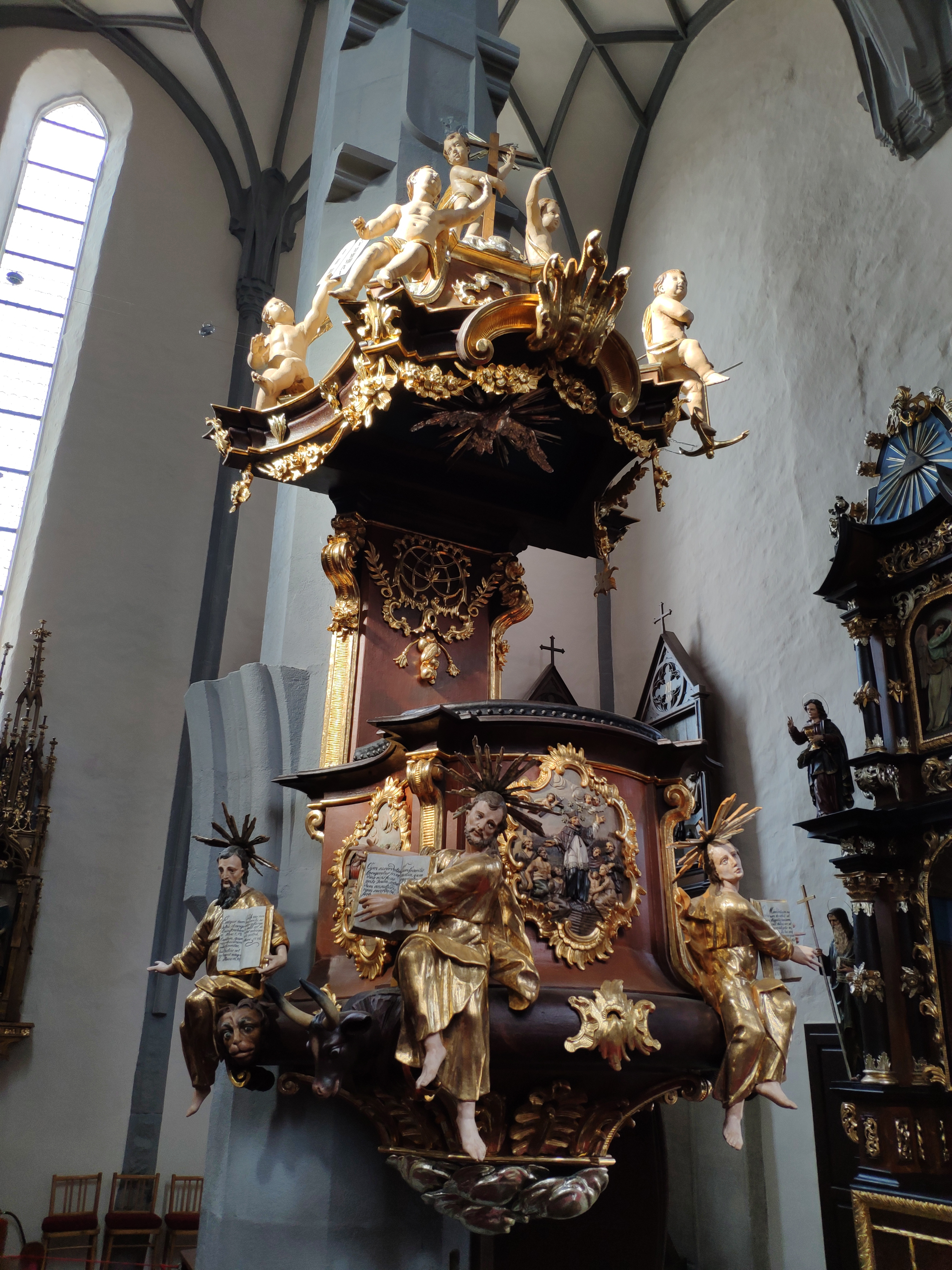
Kostel sv. Jakuba v Prachaticích, kazatelna
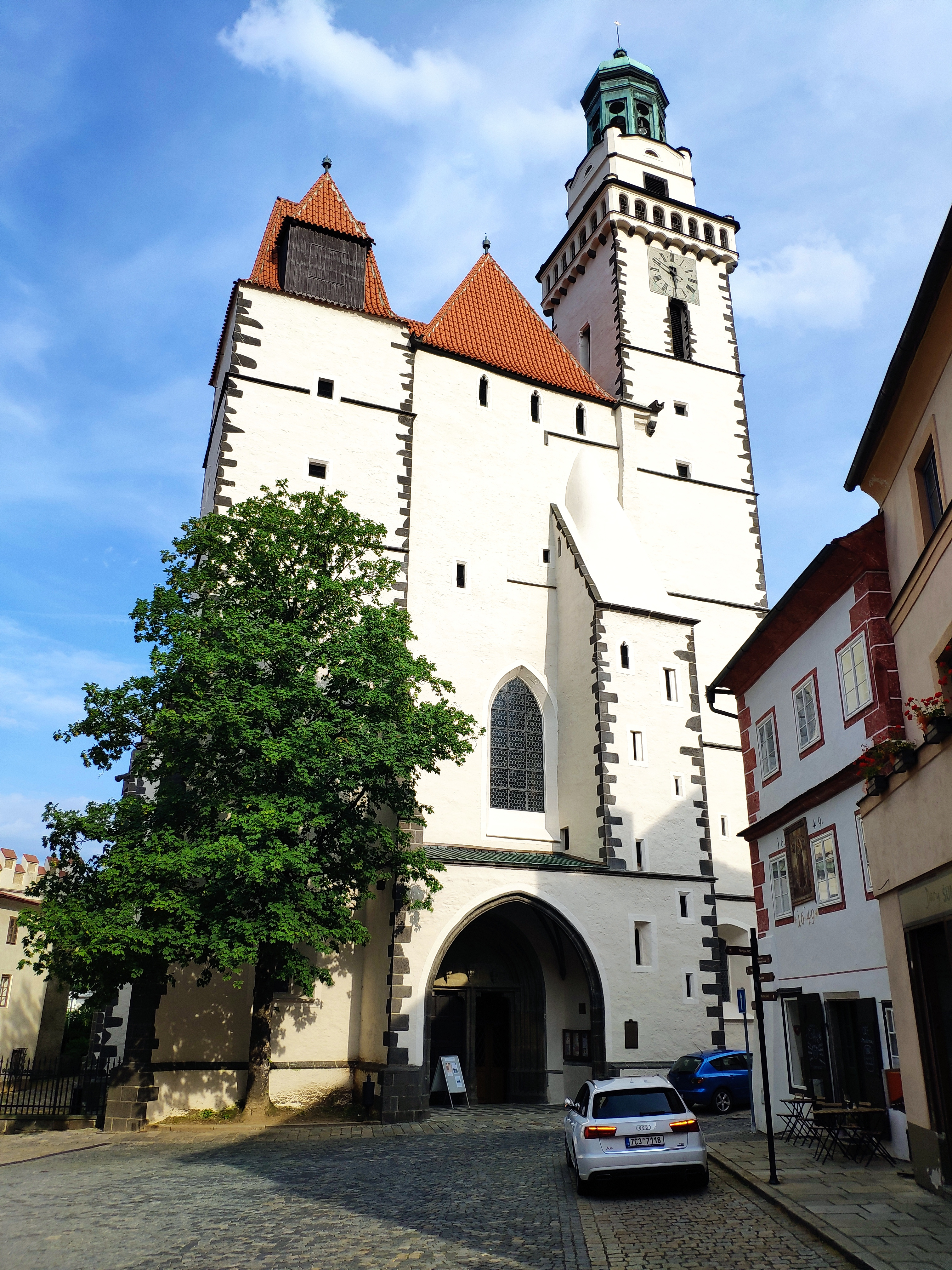
Kostel sv. Jakuba v Prachaticích, západní průčelí
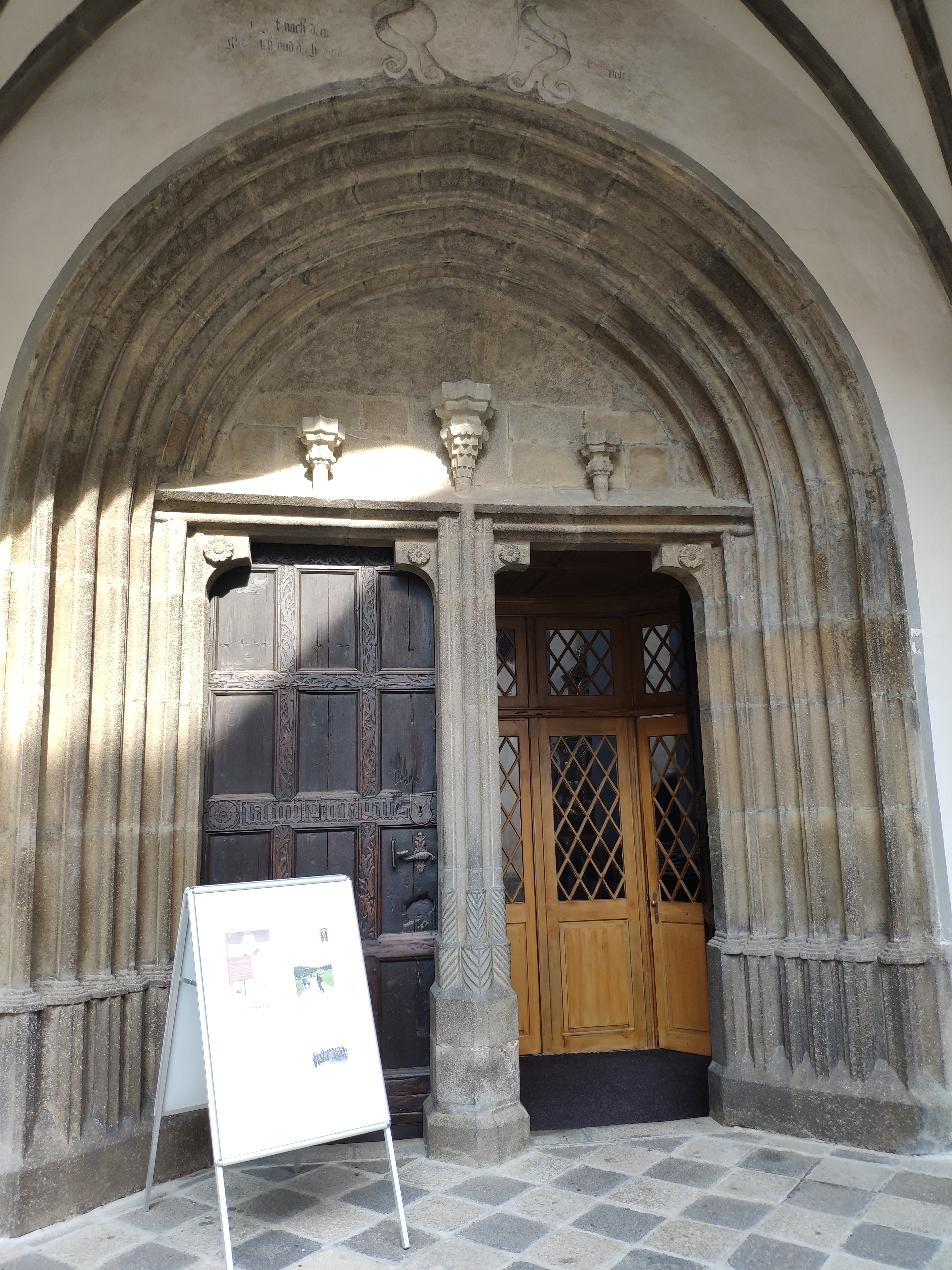
Kostel sv. Jakuba v Prachaticích, hlavní vstupní portál
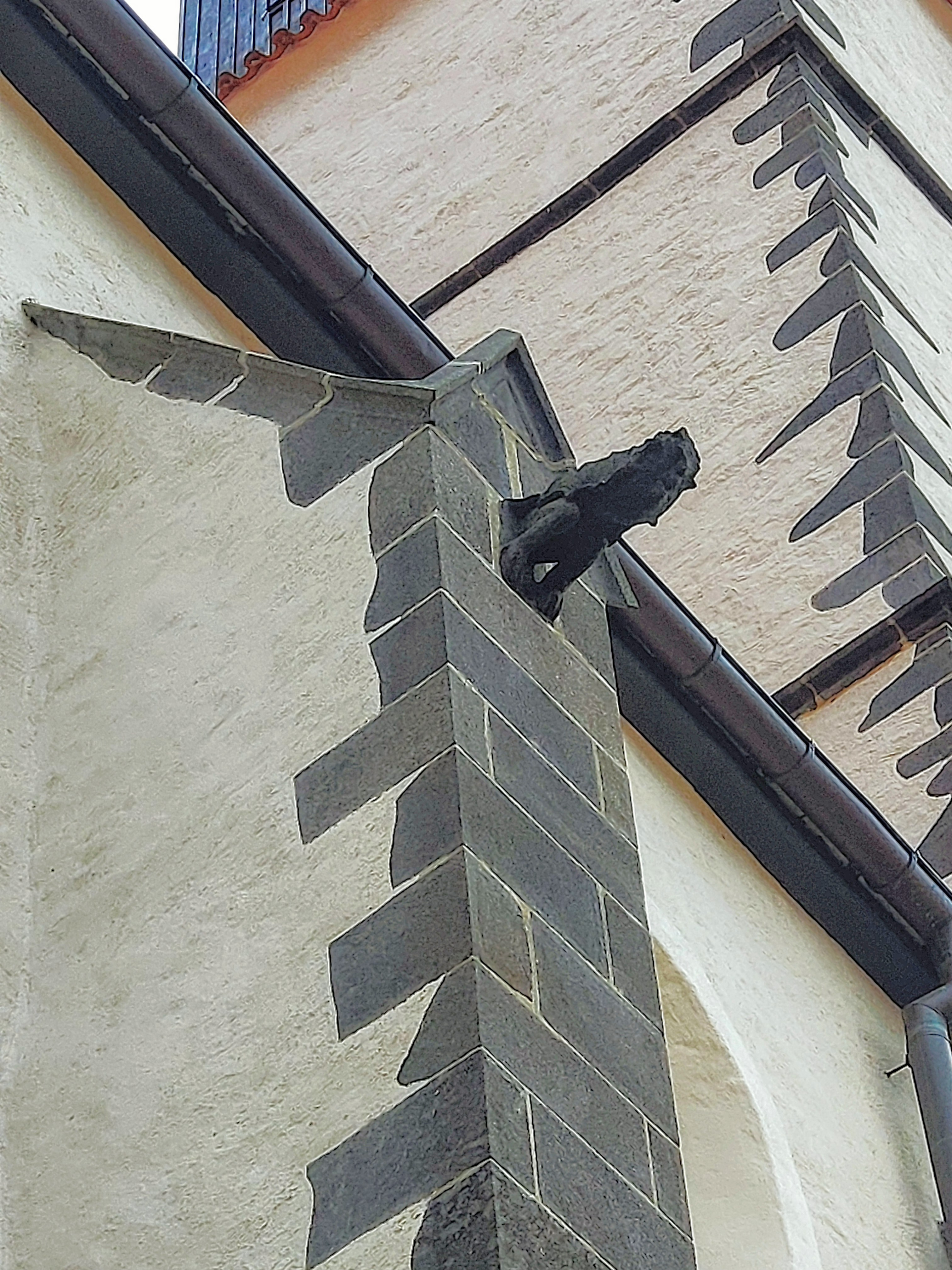
Kostel sv. Jakuba v Prachaticích, chrlič na severním opěrném pilíři
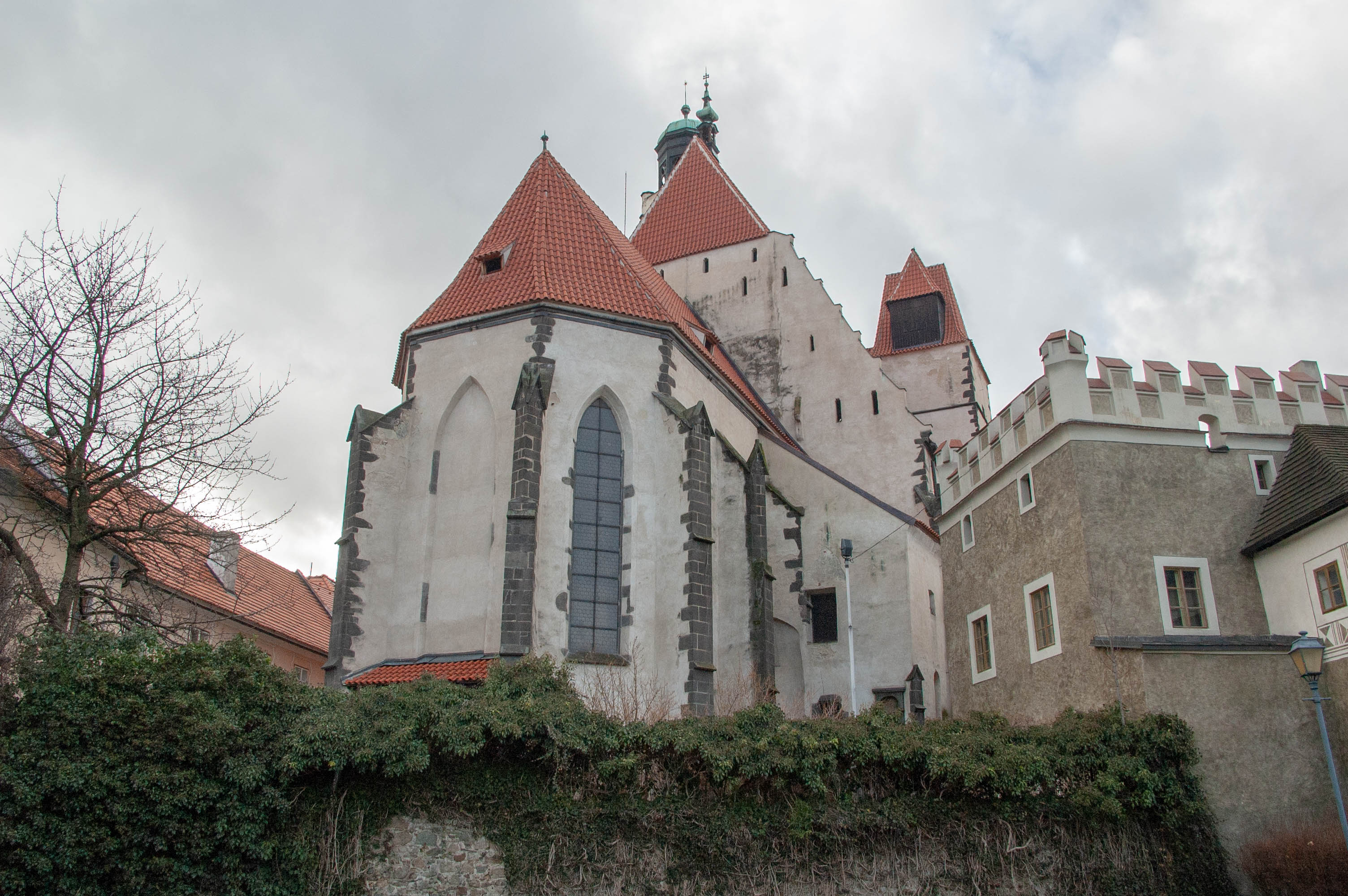
Kostel sv. Jakuba v Prachaticích, pohled z východu z Parkánu
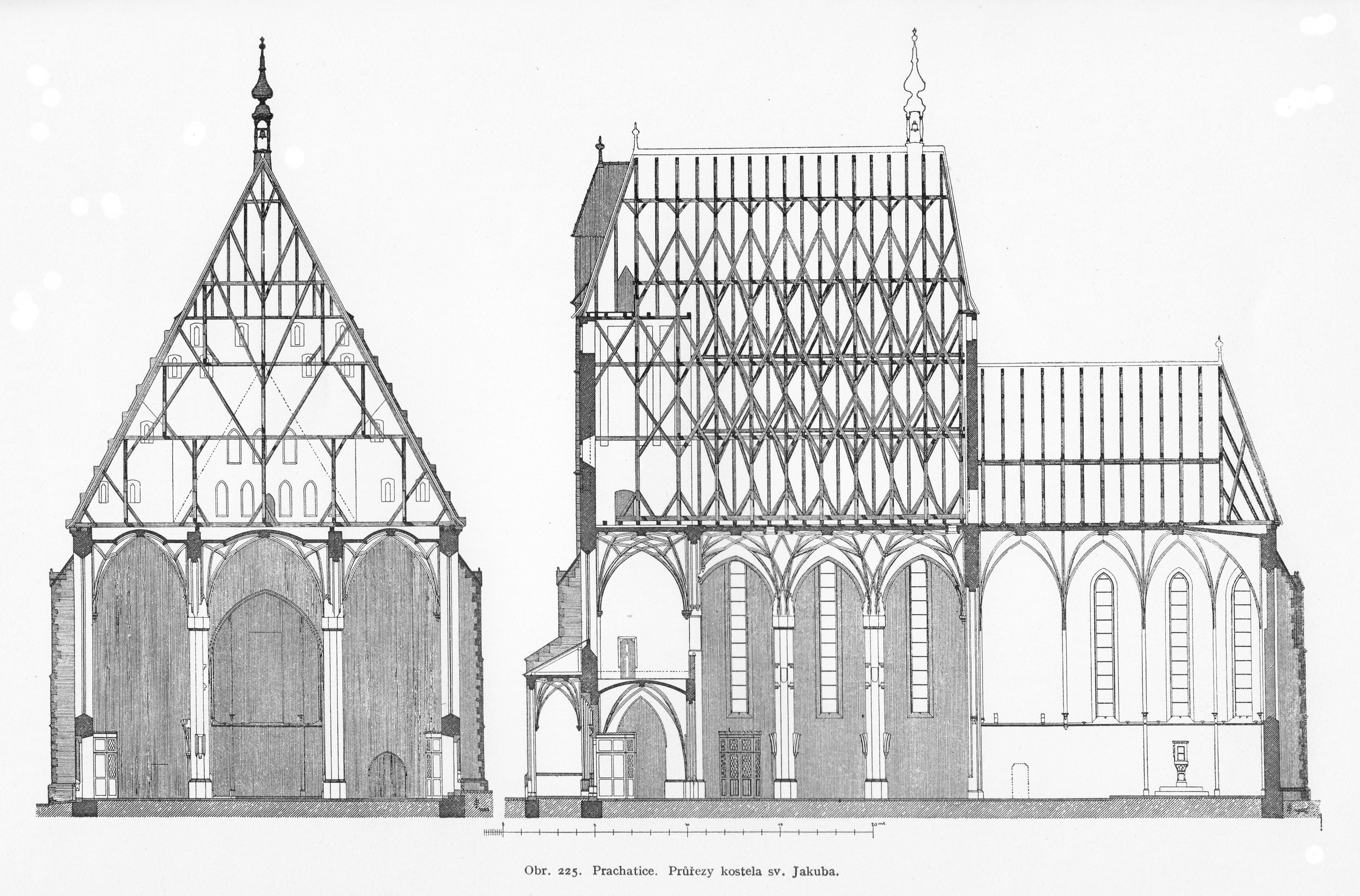
Kostel sv. Jakuba v Prachaticích, řez kostelem, Soupis památek, 38. Politický okres prachatický (1913), str. 212-246
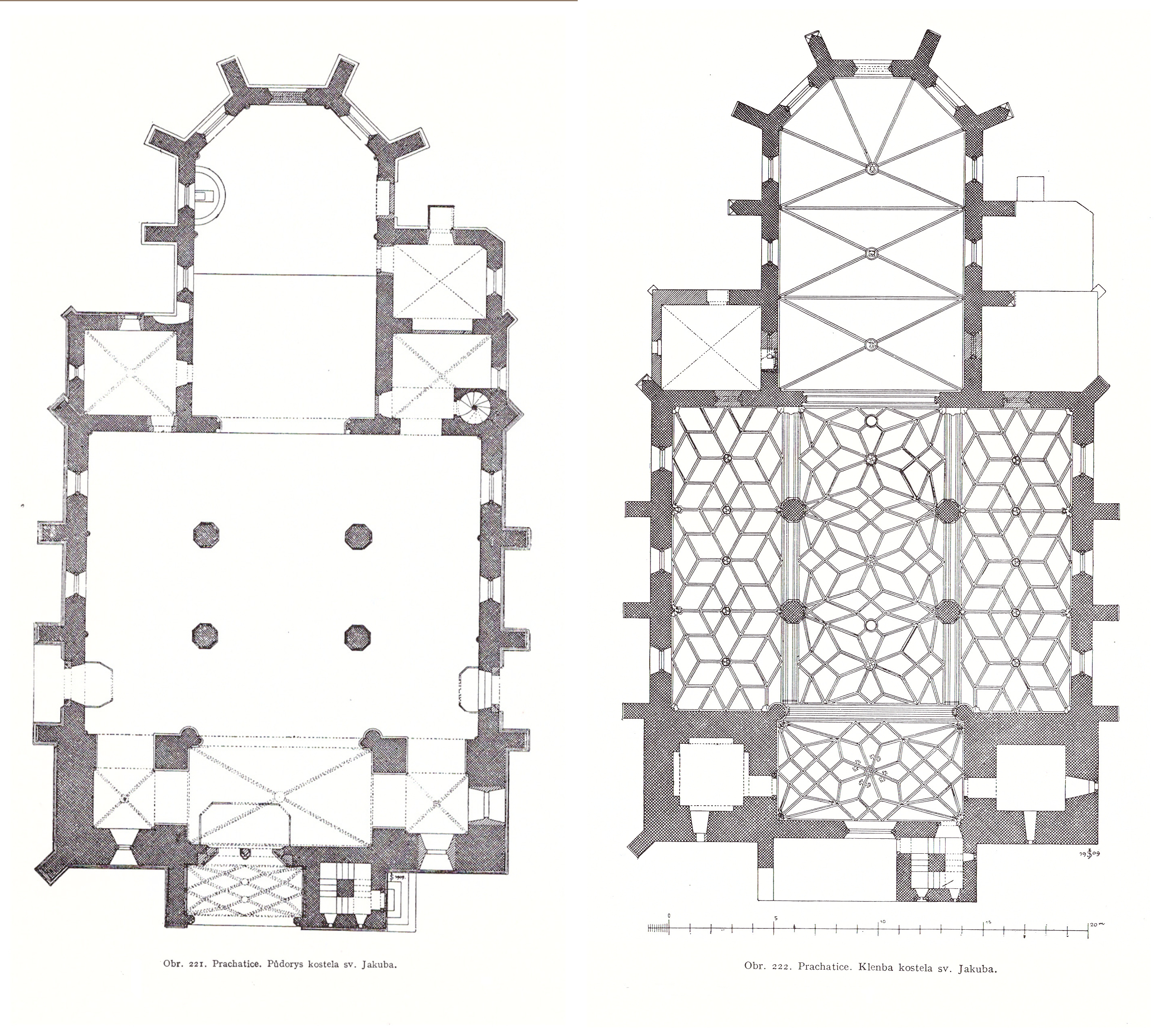
Kostel sv. Jakuba v Prachaticích, půdorys kostela (Soupis památek, 38. Politický okres prachatický,1913)

Oltářní výbava kostela
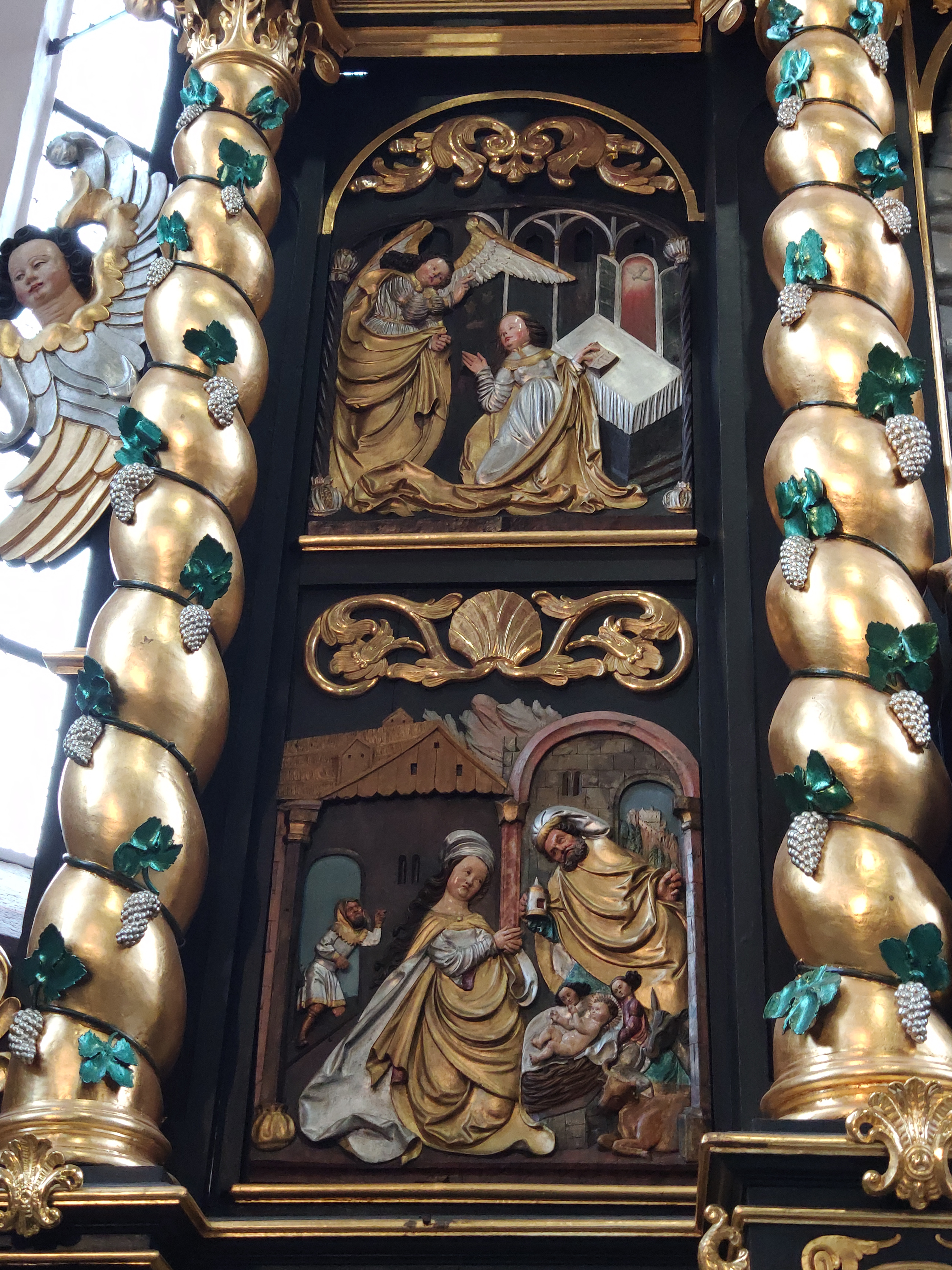
Kostel sv. Jakuba v Prachaticích, hlavní oltář, gotické desky Zvěstování Panny Marie a Narození Páně
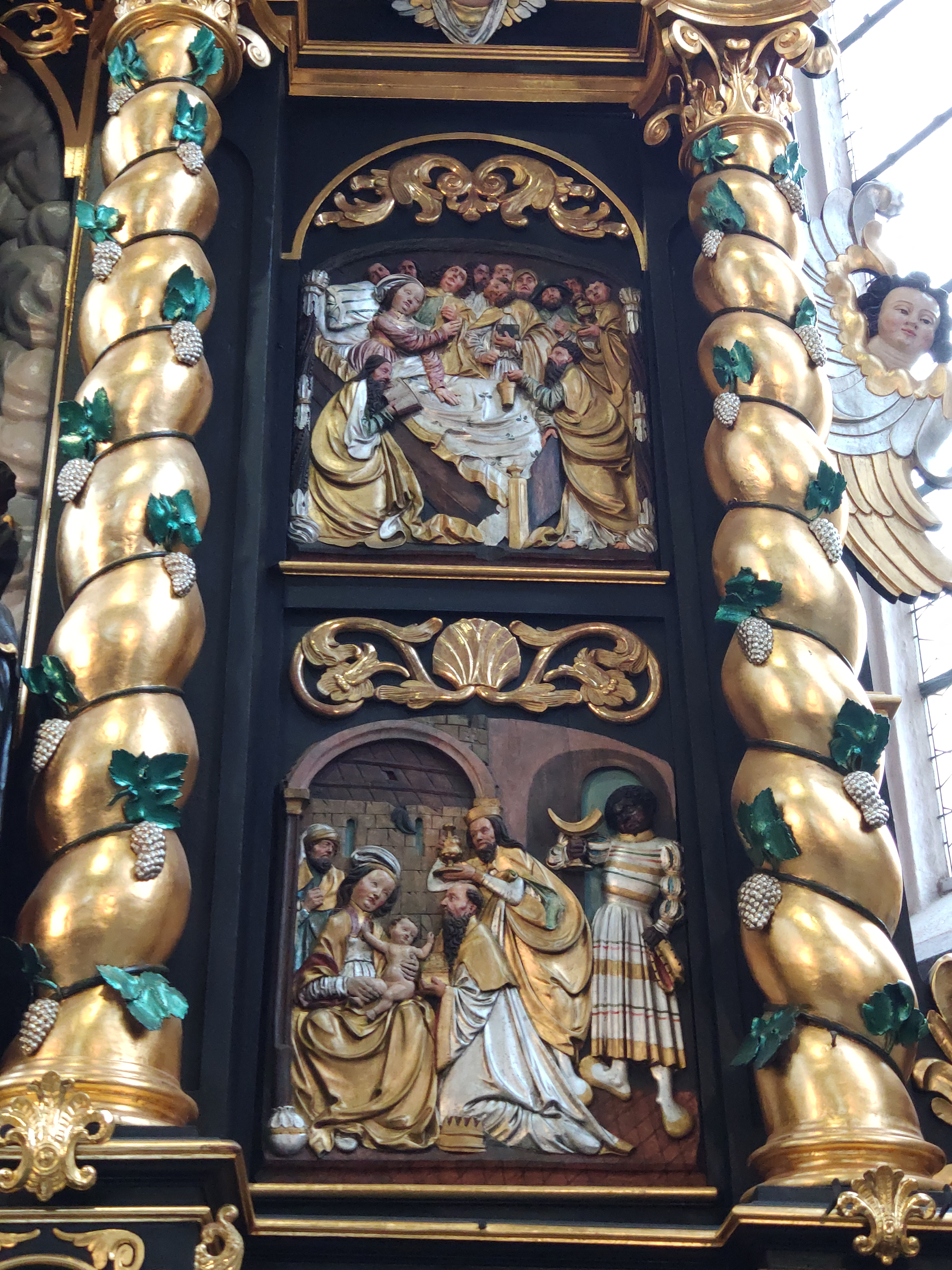
Kostel sv. Jakuba v Prachaticích, hlavní oltář, gotické desky Smrt Panny Marie a Klanění Tří králů
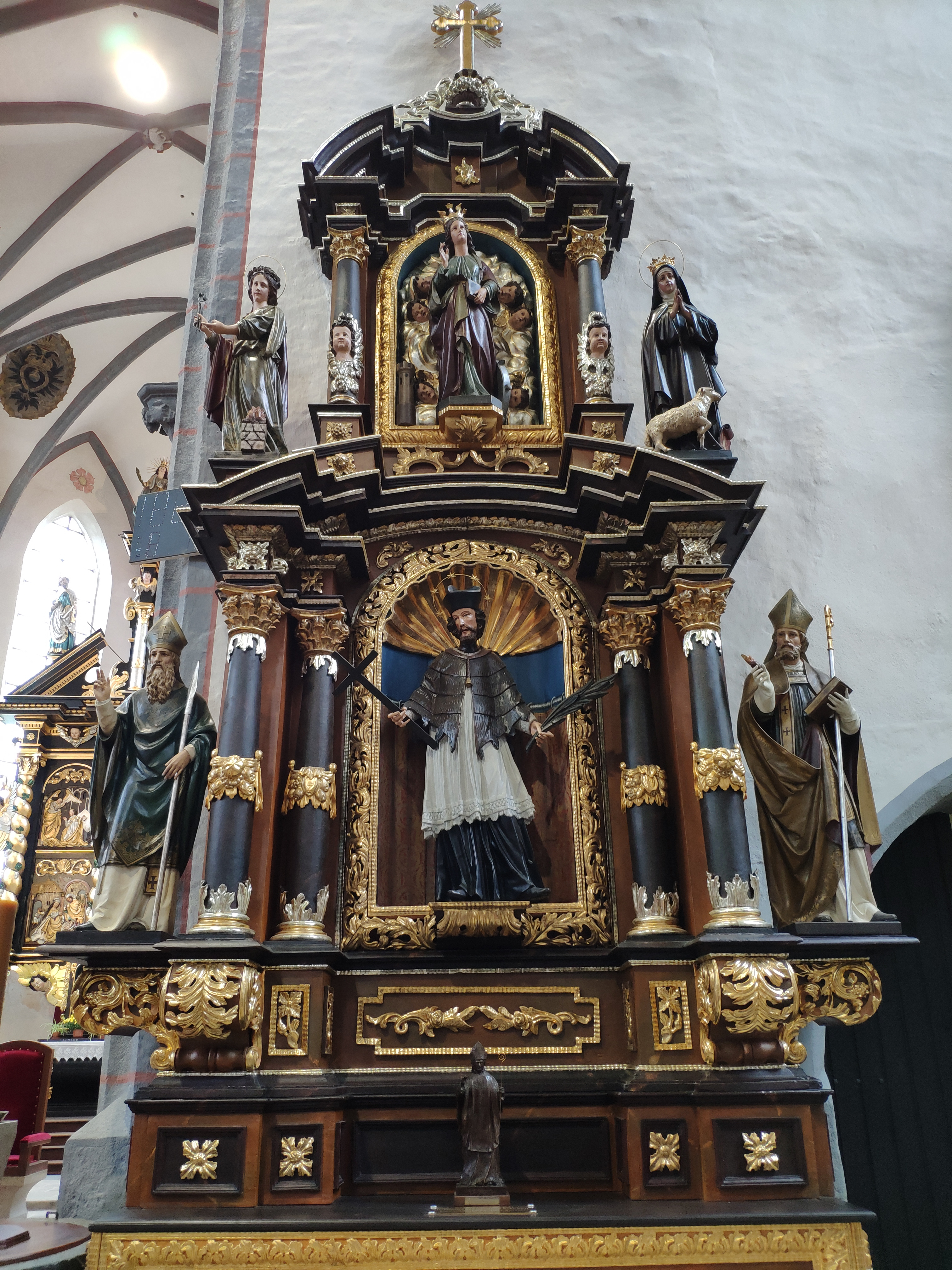
Kostel sv. Jakuba v Prachaticích, oltář. sv. Jana Nepomuckého
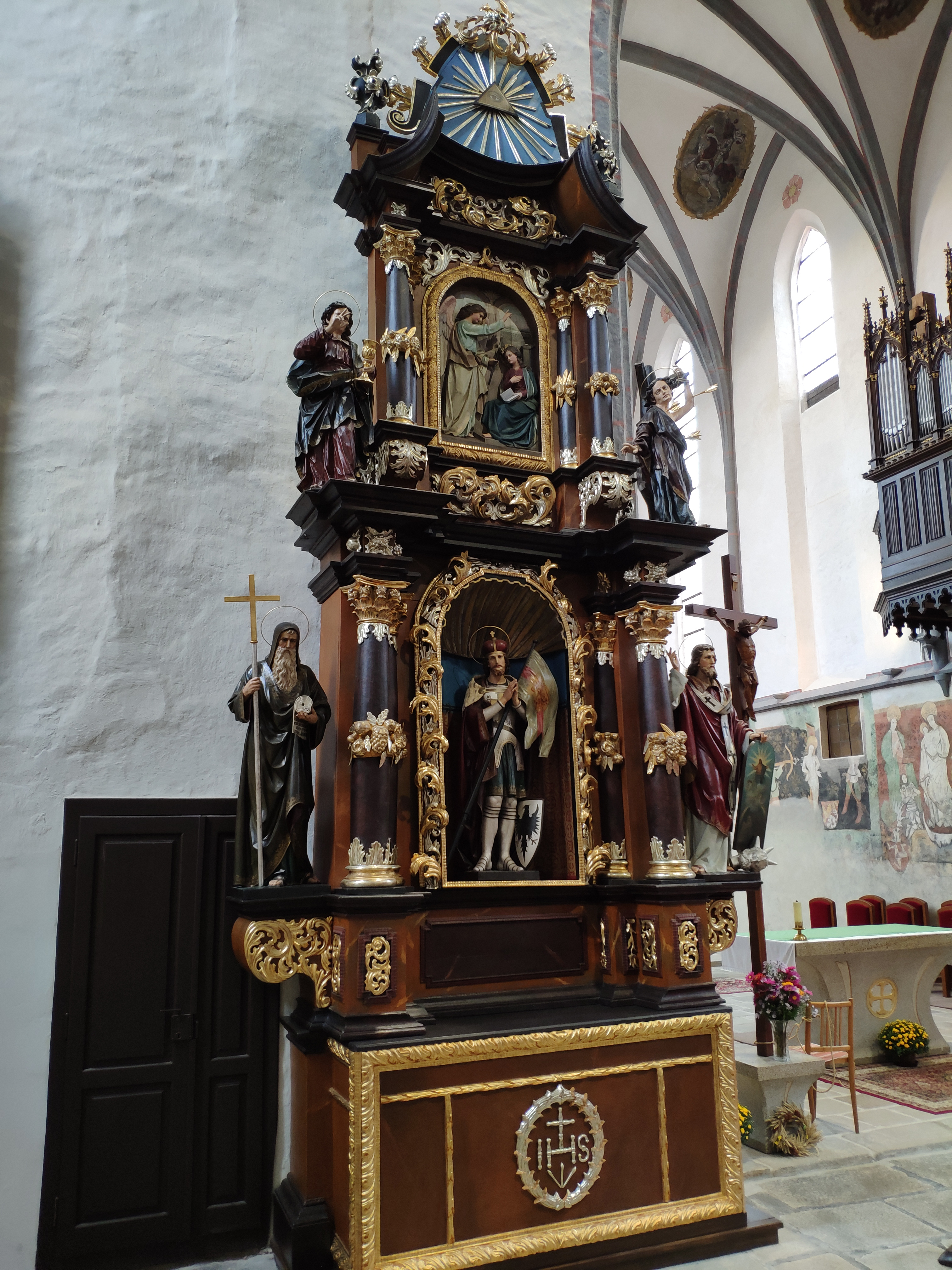
Kostel sv. Jakuba v Prachaticích, oltář sv. Václava
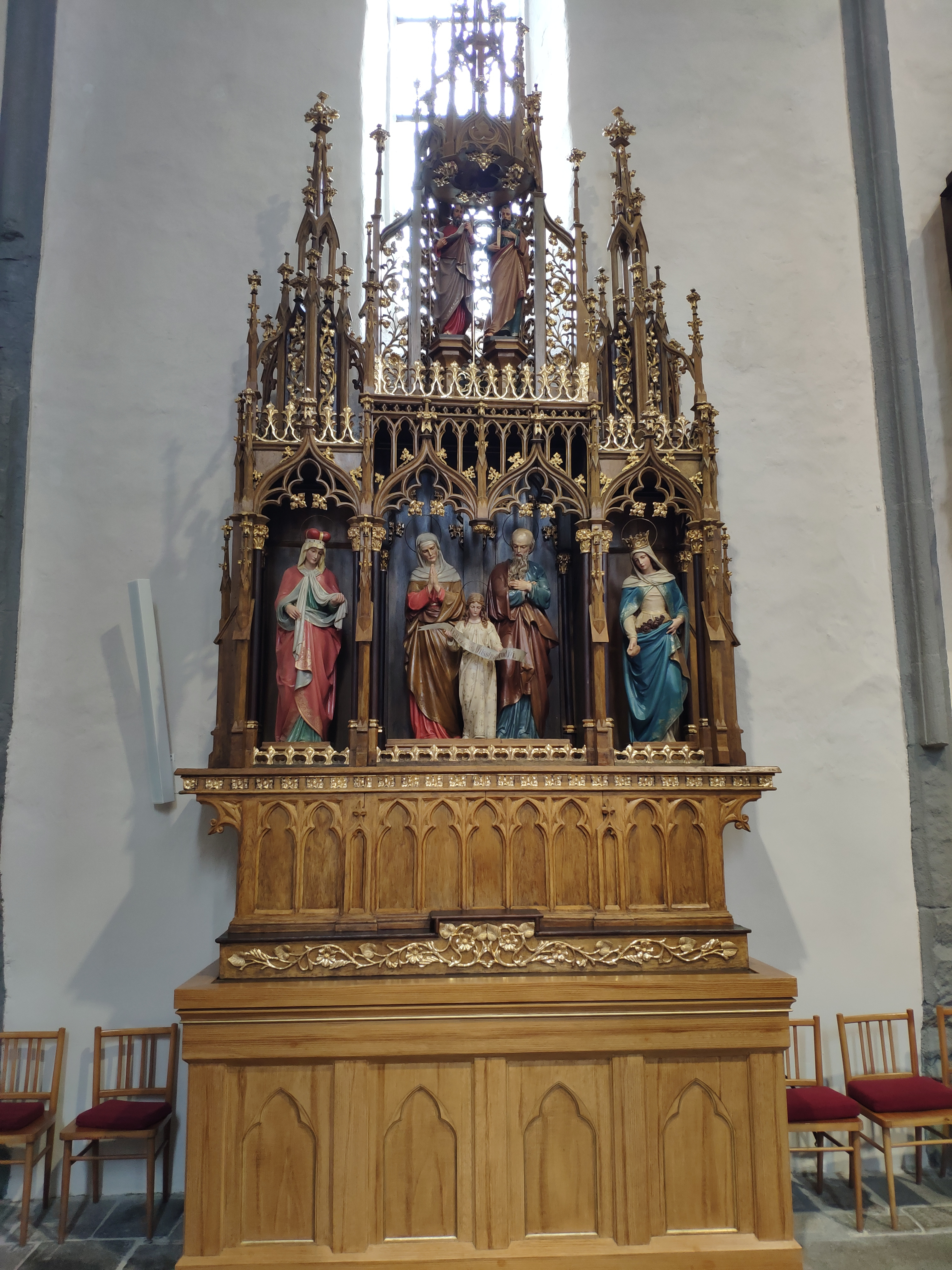
Kostel sv. Jakuba v Prachaticích, oltář sv. Anny
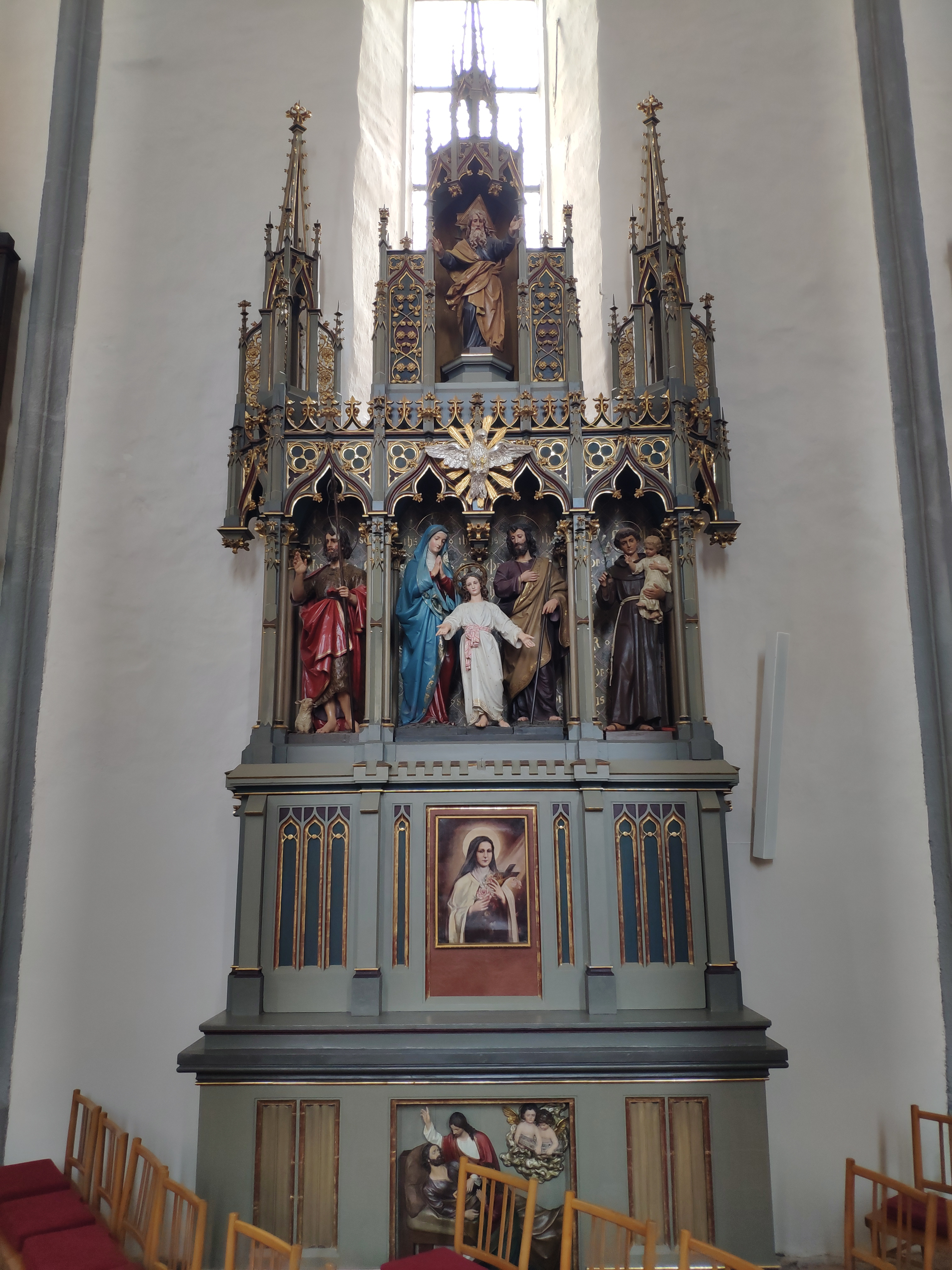
Kostel sv. Jakuba v Prachaticích, oltář Svaté rodiny
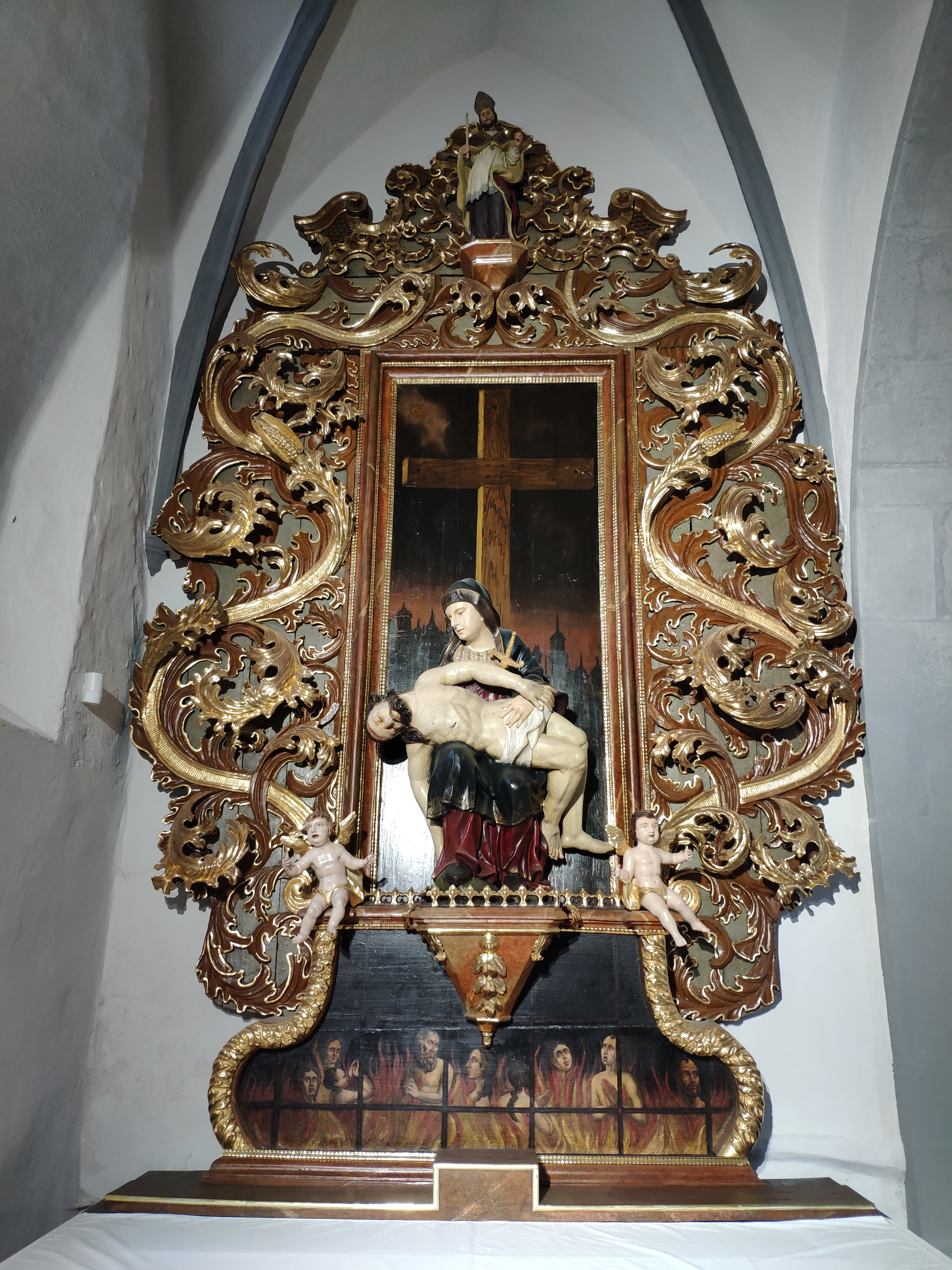
Kostel sv. Jakuba v Prachaticích, oltář Panny Marie Bolestné
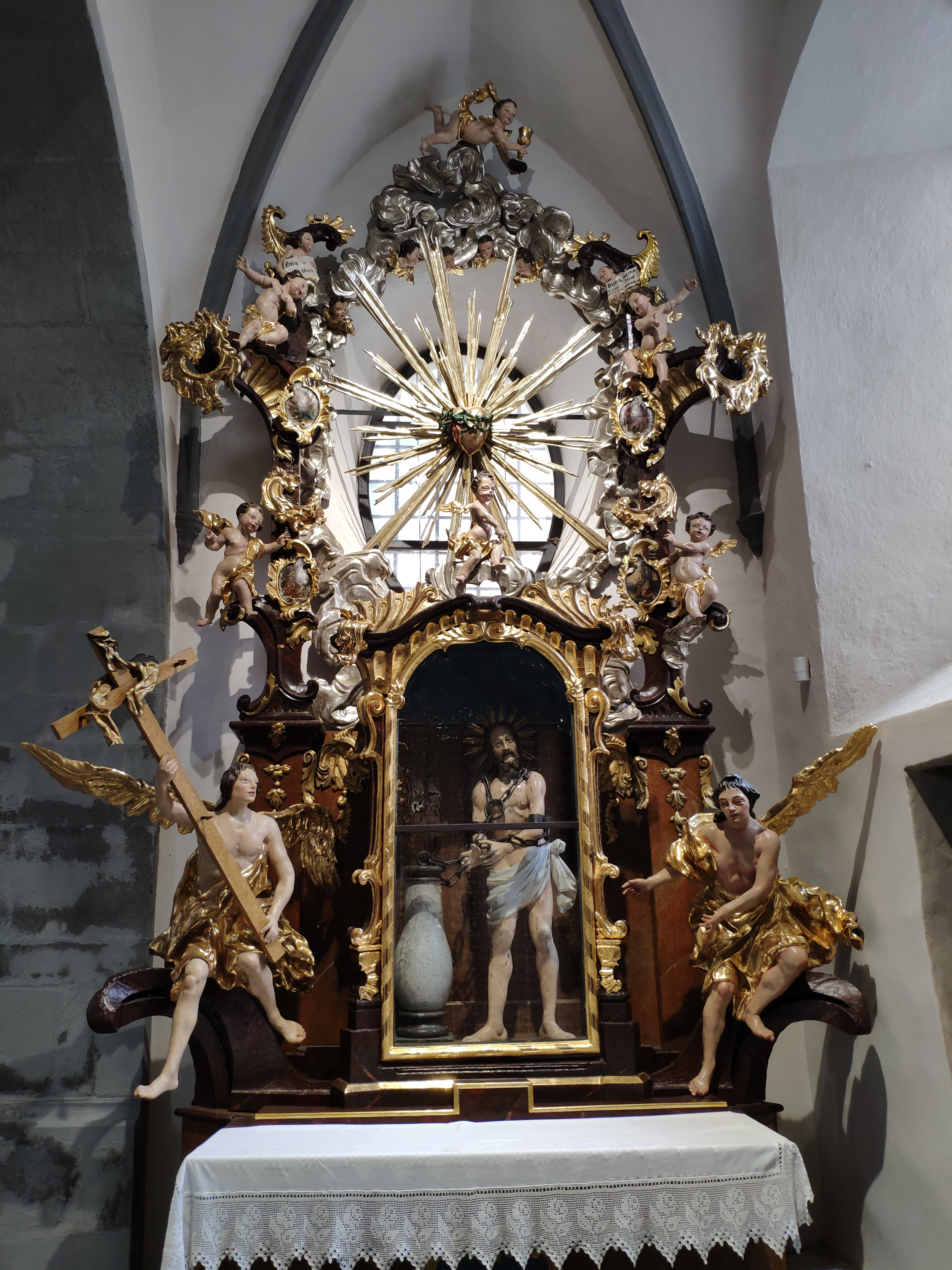
Kostel sv. Jakuba v Prachaticích, oltář Bičování Krista

Nástěnná malba na vnější fasádě kostela
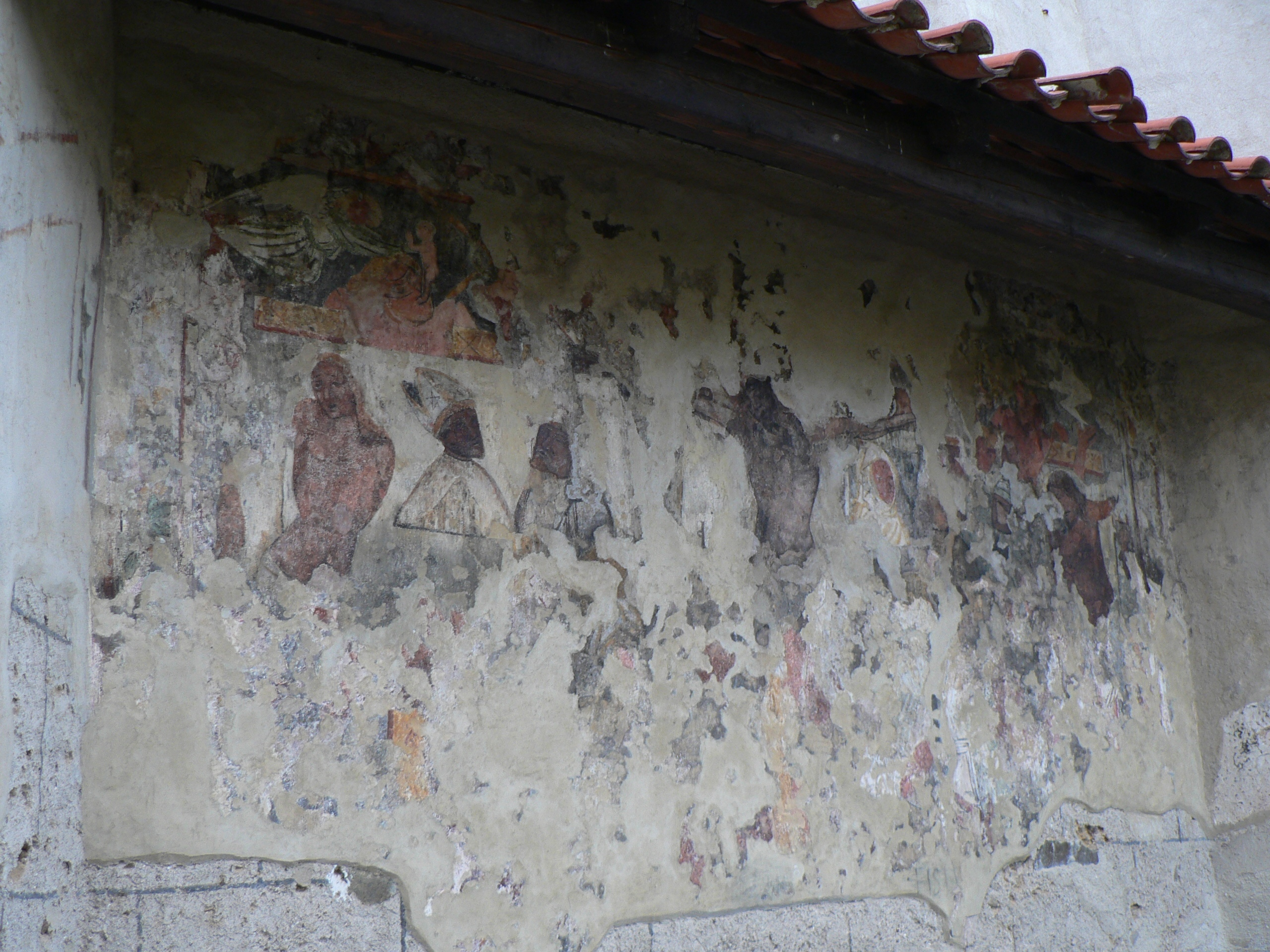
Celkový pohled na malbu
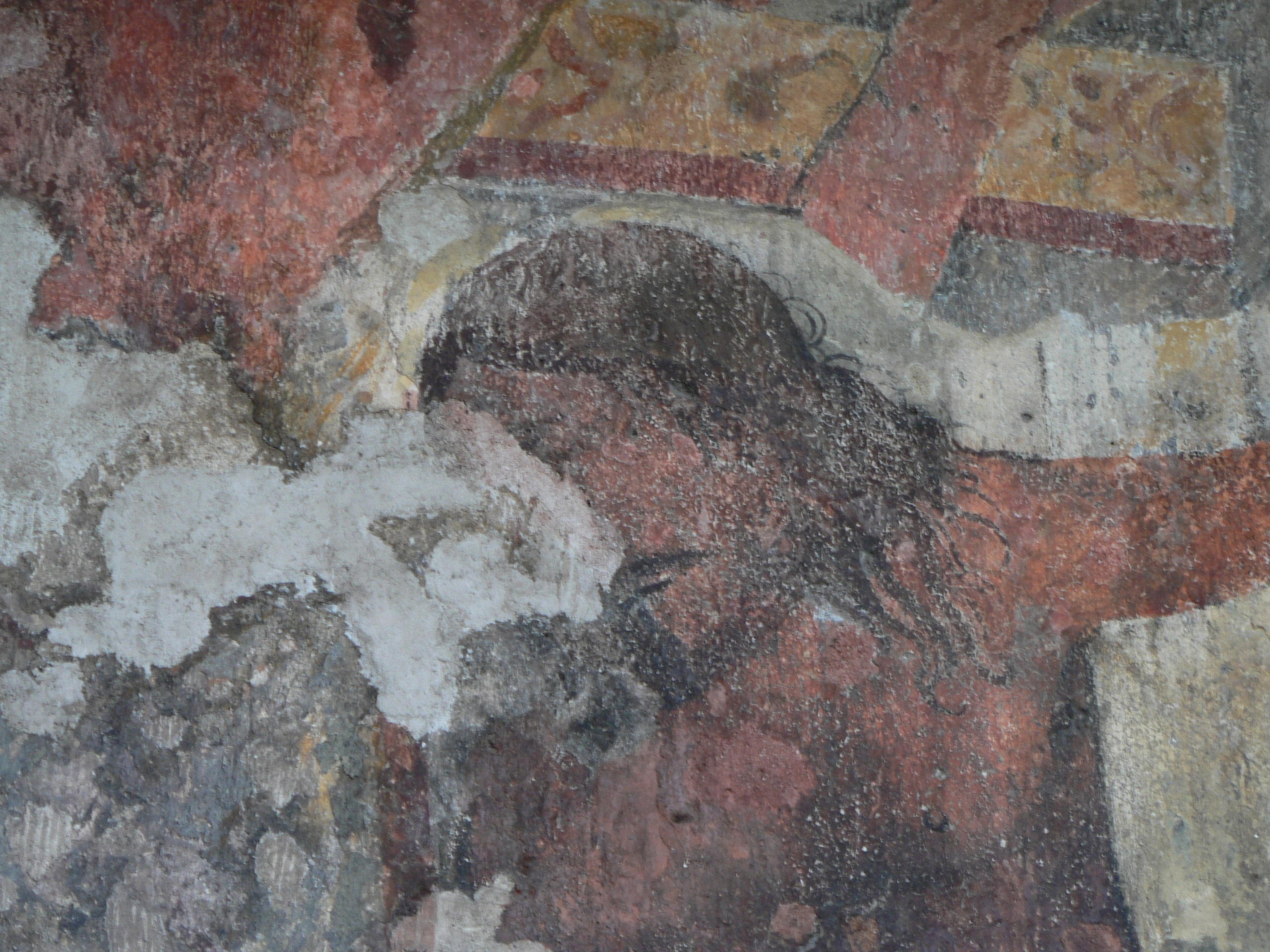
Detail malby – Kristus
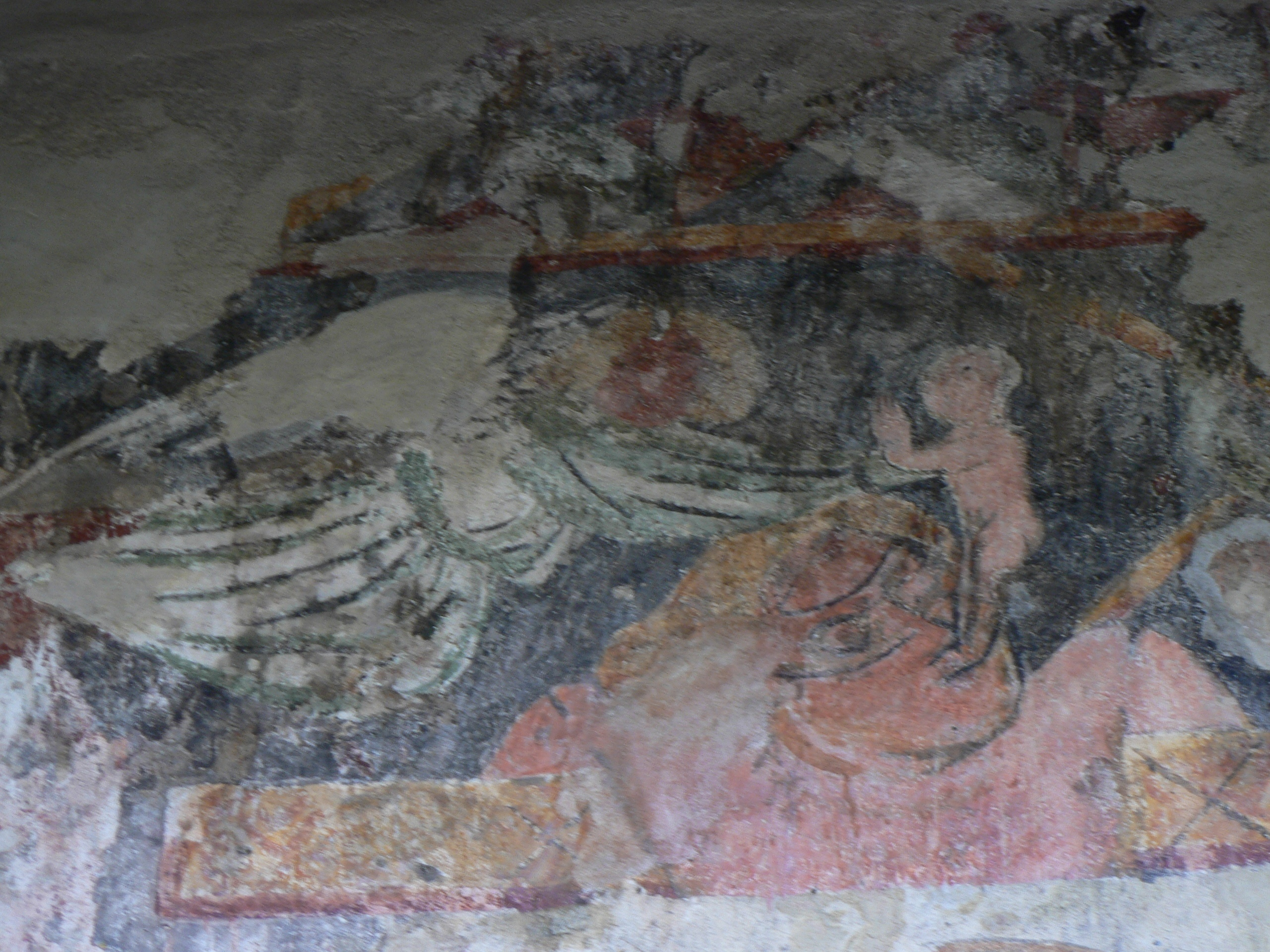
Detail malby
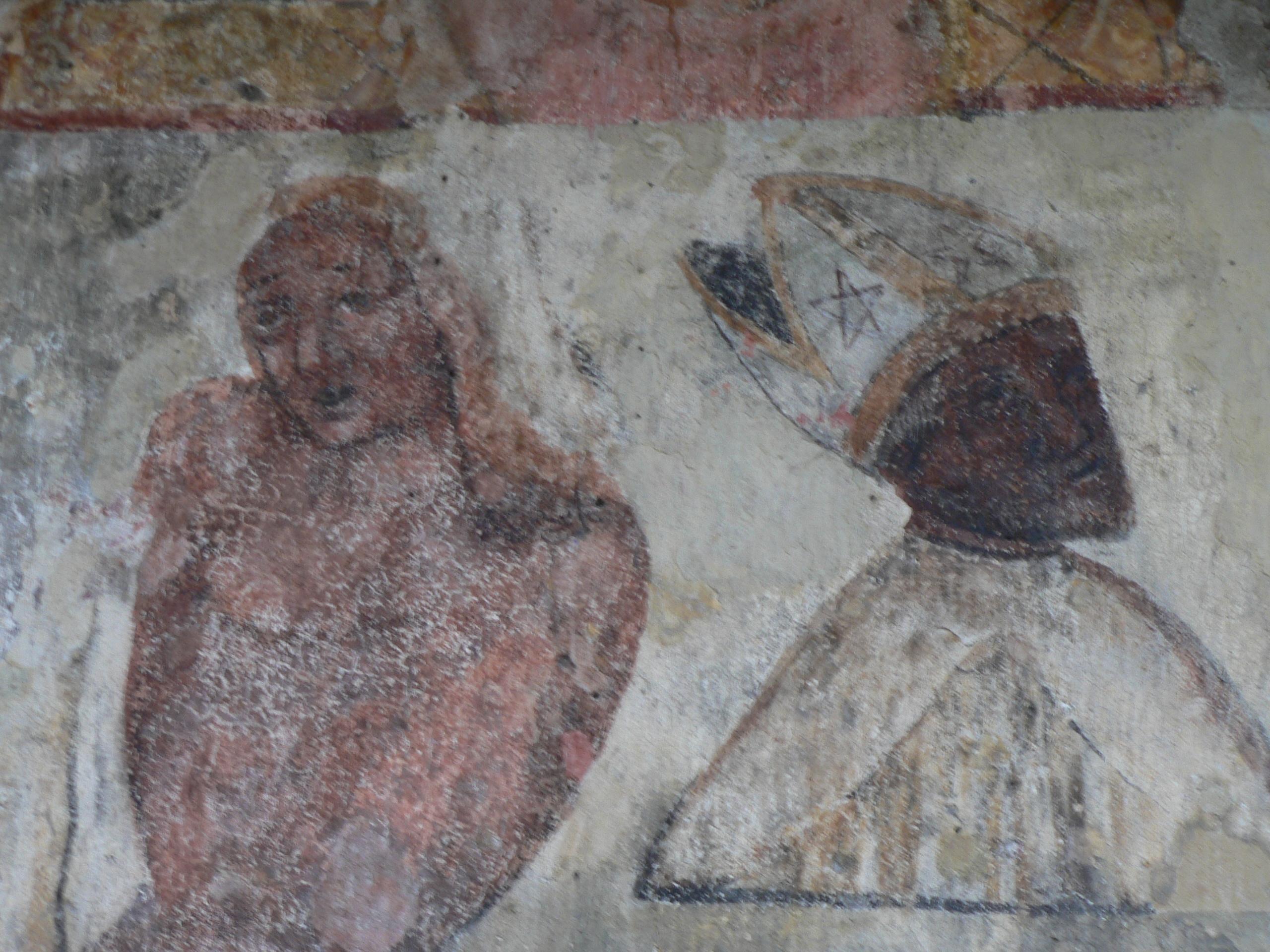
Detail malby
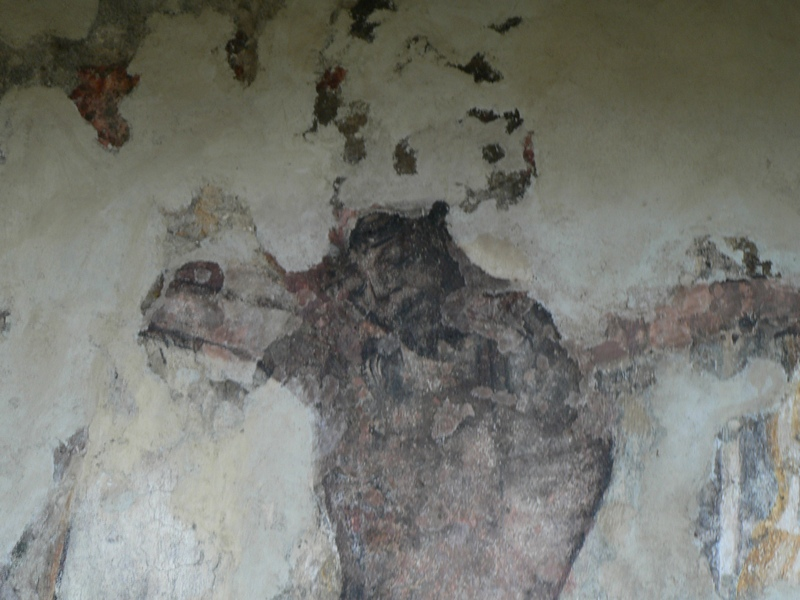
Detail malby